# @JAM
@JAM（アットジャム）は、アイドル・アニメソング（アニソン）などを中心とした音楽イベントである。

## 概要
総合プロデューサーはソニー・ミュージックエンタテインメント(SMEJ)子会社のソニー・ミュージックコミュニケーションズ出身で、ライブエグザム（旧Zeppライブ）のフェスティバル事業部部長を務める橋元恵一。
2010年、橋元がSMEJに新設された事業部門に異動し、同年11月、秋葉原の4つの会場（AKIBA_SQUARE、CLUB GOODMAN、秋葉原MOGRA、秋葉原ディアステージ）を使った回遊型フェス「ヲタJAM」としてスタート。翌2011年からは名称を「@JAM」に変更。
2012年4月、Zeppを運営するホールネットワークがZeppライブエンタテインメントに社名変更するとともに企画制作部門を新設、SMEJのライブ企画部門を統合、さらに2014年6月には企画制作部門をZeppライブに分社化したことから、それ以降の公演にはZeppライブエンタテインメント→Zeppライブ→ライブエグザムが主催および制作、ソニー・ミュージックコミュニケーションズ（2016年まで）が制作に名を連ねている。
本家「@JAM」の他、「@JAM」を冠した様々なイベントを行っており、その中でも2014年から行われている「@JAM EXPO」は、横浜アリーナに出演者100組以上、入場者数1万人以上を集め、TOKYO IDOL FESTIVAL(TIF)に次ぐ規模のアイドルイベントとなった。2018年現在、TIF、アイドル横丁夏まつり!!（横浜赤レンガパーク）と合わせて「3大アイドルフェス」と呼ばれる。
日本国内のみならず、海外でのイベント展開にも力を入れており、2013年より「KAWAII POP FES」（カワイイポップフェス）の名称で香港・台湾で開催している。また、2015年には@JAMとしての公演を上海で行った。
2018年7月、タワーレコードと共同でアイドル専門レーベル「MUSIC@NOTE」（ミュージックノート）を設立。第1弾アーティストとして、uijin、クマリデパート、CROWN POP、MIGMA SHELTERが所属することが発表された。

## @JAMシリーズ

### @JAM
「ポップカルチャーの祭典」と銘打ち、アイドル・アニソン・VOCALOIDなどジャンルを超えて紹介。『@JAM 2011』では前身イベント『ヲタJAM』の流れを汲み、3か所のライブエリアが同時進行で行われた。また、入場無料のコミュニティエリアが設けられ、同人誌販売会やアニメ・漫画に出てくるメニューを再現する「アニ飯」・「マンガ飯」などのアトラクションが行われた。しかし、アイドルとアニソンのファン層の違いから、両者を融合させる試みは必ずしもうまくいかず、集客に苦戦したことから、『@JAM 2013』以降はアニソンとアイドルに分け、2日間の公演となった。
『@JAM 2019』からは、ニューカマーに焦点をあてたライブ、『@JAM EXPO』出演権をかけた予選ライブ、メインとなるオムニバスライブと、アイドルのみの3部構成に変更された。
| 公演概要         | 公演概要                                                    | 公演概要                                                                                         | 公演概要 |
| 公演名称         | 公演日                                                      | 会場                                                                                             | 出演 |
| ---------------- | ----------------------------------------------------------- | ------------------------------------------------------------------------------------------------ | --- |
| @JAM 2011        | 2011年11月3日                                               | STUDIO COAST                                                                                     | 栗林みな実、May'n、LiSA、でんぱ組.inc、私立恵比寿中学、DECO*27、MintJam、戦国BAND、kz（livetune）、D.watt feat. Sugar Honey Babies（from IOSYS）、AZUMA HITOMI、8#Prince（エイト・プリンス）、DJ WILD PARTY、夜★スタ、DJ和、SO.ON project（サポートゲスト）、momo（サポートゲスト）、吉田尚記（司会）、米澤円（司会アシスタント）                                                                               |
| @JAM 2013        | 2013年6月22日 （アニソンDay supported by リスアニ!TV）      | Zepp DiverCity (TOKYO)（メイン）、 ダイバーシティ東京プラザ2Fフェスティバル広場(Next Stage LIVE) | アイドルマスター シンデレラガールズ、藍井エイル、earthmind、ChouCho、三森すずこ、μ's、DJ和（メインDJ） Next Stage LIVE：ANNA☆S、いずこねこ、カスタマイズ、クレヨン日記、Sweety、Jewel Kiss、2&、Tokyo Cheer② Party、とちおとめ25、nanoCUNE、フラップガールズスクール、フルーティー、BELLRING少女ハート、WHY@DOLL、BOYS AND MEN、Mary Angel、わか・ふうり・すなお・りすこ・れみ・もえ・えり・ゆな from STAR☆ANIS |
| @JAM 2013        | 2013年6月23日 （アイドルDay supported by TopYell）          | Zepp DiverCity (TOKYO)（メイン）、 ダイバーシティ東京プラザ2Fフェスティバル広場(Next Stage LIVE) | アップアップガールズ（仮）、Dancing Dolls、Cheeky Parade、でんぱ組.inc、Dorothy Little Happy、Party Rockets、BiS、ひめキュンフルーツ缶、ベイビーレイズ、DJ和（メインDJ） Next Stage LIVE：i☆Ris、asfi、乙女新党、CAMOUFLAGE、DJ和、T!P、妄想キャリブレーション |
| @JAM 2014        | 2014年5月31日 （アイドルDay supported by Pigoo）            | Zepp DiverCity (TOKYO)                                                                           | アップアップガールズ（仮）、GEM、でんぱ組.inc、東京パフォーマンスドール、Dorothy Little Happy、nanoCUNE、PASSPO☆、ひめキュンフルーツ缶、ベイビーレイズ、BELLING少女ハート、LinQ、乙女新党（ゲストアクト）、DJ和（イベントDJ）、ANNA☆S（オープニングアクト）、ユフ♬マリ（@JAMナビゲーター） |
| @JAM 2014        | 2014年6月1日 （アニソンDay supported by リスアニ!TV）       | Zepp DiverCity (TOKYO)                                                                           | Wake Up, Girls!、内田彩、内田真礼、遠藤ゆりか、天誅ガールズ、長妻樹里、三澤紗千香、DJ濱（イベントDJ）、カスタマイZ（オープニングアクト） |
| @JAM 2015        | 2015年5月30日 （Day1 supported by Pigoo）                   | Zepp DiverCity (TOKYO)                                                                           | アイドリング!!!、乙女新党、Juice=Juice、SUPER☆GiRLS、でんぱ組.inc、東京パフォーマンスドール、Dorothy Little Happy、Party Rockets、ひめキュンフルーツ缶、妄想キャリブレーション、DJ和×二丁ハロ（DJ×パフォーマンス）、じぇるの!（オープニングアクト）、Hauptharmonie（オープニングアクト）、晏美蘭（あんみらん）（@JAMナビゲーター）                                                                              |
| @JAM 2015        | 2015年5月31日 （Day2 supported by リスアニ!TV）             | Zepp DiverCity (TOKYO)                                                                           | AIKATSU☆STARS!、i☆Ris、StylipS、鳴海杏子、H.Y.R（ヒナ・ユリア・ルリ）（CV：M・A・O、五十嵐裕美、遠藤ゆりか）、Machico、みみめめMIMI、DJ和（イベントDJ） |
| @JAM 2016        | 2016年5月21日 （Day1 supported by Pigoo）                   | Zepp DiverCity (TOKYO)                                                                           | アイドルネッサンス、大阪☆春夏秋冬、乙女新党、神宿、SUPER☆GiRLS、PASSPO☆、バンドじゃないもん!、ベイビーレイズJAPAN、妄想キャリブレーション、夢みるアドレセンス |
| @JAM 2016        | 2016年5月22日 （Day2 supported by リスアニ!TV）             | Zepp DiverCity (TOKYO)                                                                           | A応P、久保ユリカ、みみめめMIMI、千菅春香、Poppin'Party from バンドリ！、水瀬いのり、Ray、和島あみ |
| @JAM 2017        | 2017年5月27日                                               | Zepp DiverCity (TOKYO)                                                                           | アップアップガールズ（仮）、大阪☆春夏秋冬、神宿、こぶしファクトリー、桜エビ〜ず、サクラノユメ。（@JAMナビゲーター）、SUPER☆GiRLS、つばきファクトリー、PassCode、Party Rockets GT、ベイビーレイズJAPAN、まねきケチャ、わーすた |
| @JAM 2017        | 2017年5月28日                                               | Zepp DiverCity (TOKYO)                                                                           | AIKATSU☆STARS!、飯田里穂、大橋彩香、芹沢優、TRUE、山崎エリイ、わーすた（オープニングアクト）、DJ MarGenal（イベントDJ） |
| @JAM 2018        | 2018年5月26日                                               | Zepp DiverCity (TOKYO)                                                                           | =LOVE、3B junior、sora tob sakana、Task have Fun、東京パフォーマンスドール、虹のコンキスタドール、バンドじゃないもん!、ベイビーレイズJAPAN、マジカル・パンチライン、まねきケチャ、夢みるアドレセンス、愛乙女☆DOLL、わーすた、MEY（@JAMナビゲーター）、黒猫は星と踊る（ウェルカムアクト）、純粋カフェ・ラッテ（ウェルカムアクト）                                                                                |
| @JAM 2018        | 2018年5月27日                                               | Zepp DiverCity (TOKYO)                                                                           | 亜咲花、ORESAMA、鈴木みのり、立花理香、22/7、Pile、YURiKA、Run Girls, Run!、jumeaux （DJ） |
| @JAM 2019        | 2019年5月25日 （Day1 〜ROAD TO @JAM EXPO LIVE FINAL〜）     | Zepp DiverCity（TOKYO）                                                                          | i*chip_memory、あそびダンジョン、週末アイドル部3期生、すぴりたんと、MAJIBANCH、松山あおい、未完成リップスパークル、メガメガミ、Melty Hz、littlemore.、われらがプワプワプーワプワ |
| @JAM 2019        | 2019年5月25日 （Day1 〜メインステージ争奪LIVE〜）           | Zepp DiverCity（TOKYO）                                                                          | WILL-O'、純情のアフィリア、Chu-Z、DREAMING MONSTER、Pimm's |
| @JAM 2019        | 2019年5月26日 Day2（〜SUPER LIVE〜）                        | Zepp DiverCity（TOKYO）                                                                          | あゆみくりかまき、AKB48 Team 8、神宿、sora tob sakana、Task have Fun、転校少女*、でんぱ組.inc、ナナランド、26時のマスカレイド、まねきケチャ、R2K（@JAMナビゲーター）、SUPER☆GiRLS、虹のコンキスタドール、BEYOOOOONDS、黒猫は星と踊る（ウェルカムアクト） |
| @JAM 2020 (中止) | 2020年5月30日 （Day1 〜ROAD TO @JAM EXPO LIVE FINAL〜）     | KT Zepp Yokohama                                                                                 | |
| @JAM 2020 (中止) | 2020年5月30日 （Day1 〜メインステージ争奪LIVE〜）           | KT Zepp Yokohama                                                                                 | |
| @JAM 2020 (中止) | 2020年5月31日 Day2（〜SUPER LIVE〜）                        | KT Zepp Yokohama                                                                                 | ukka、Task have Fun、でんぱ組.inc、22/7、FES☆TIVE、まねきケチャ、ラストアイドル |
| @JAM 2021        | 2021年5月29日 （Day1 〜ROAD TO @JAM EXPO 2020-2021 LIVE〜） | Zepp DiverCity（TOKYO）                                                                          | elsy、神薙ラビッツ、CUBΣLIC、コンビニ推進アイドル(仮)、シンメトリカルノ箒星*、天使突破ニ読ミ、BOCCHI。、ルルネージュ、令名の和歌、空想と妄想とキミの恋した世界 |
| @JAM 2021        | 2021年5月29日 （Day1 〜メインステージ争奪LIVE〜）           | Zepp DiverCity（TOKYO）                                                                          | MyDearDarlin'、アンスリューム、虹色の飛行少女、メイビーME、アクアノート |
| @JAM 2021        | 2021年5月30日 Day2（〜SUPER LIVE〜 1部）                    | Zepp DiverCity（TOKYO）                                                                          | ukka、クマリデパート、Task have Fun、でんぱ組.inc、26時のマスカレイド、まねきケチャ、虹色アステール（ウェルカムアクト） |
| @JAM 2021        | 2021年5月30日 Day2 (〜SUPER LIVE〜 2部)                     | Zepp DiverCity（TOKYO）                                                                          | あゆみくりかまき、AKB48チーム8、SUPER☆GiRLS、虹のコンキスタドール、FES☆TIVE、真っ白なキャンバス |
| @JAM 2022        | 2022年5月28日 （Day1 〜ROAD TO @JAM EXPO 2020-2021 LIVE〜） | Zepp DiverCity (TOKYO)                                                                           | あげもん、君に恋をした。、高貴な絶対零度、Strawberry Girls、FloreRisa-フロレリーサ-、ポスタルジア、蛍、BOCCHI。、メタモル!!! |
| @JAM 2022        | 2022年5月28日 （Day1 〜メインステージ争奪LIVE〜）           | Zepp DiverCity (TOKYO)                                                                           | ウイバナ、C;ON、綺星★フィオレナード、SAISON、ベンジャス! |
| @JAM 2022        | 2022年5月29日 Day2（〜SUPER LIVE〜 1部）                    | Zepp DiverCity (TOKYO)                                                                           | OCHA NORMA、Task have Fun、#ババババンビ、ナナランド、虹のコンキスタドール、≠ME、MyDearDarlin'、You Never Know（@JAM ナビゲーターユニット）、あぴゅるむ（ウェルカムアクト） |
| @JAM 2022        | 2022年5月29日 Day2（〜SUPER LIVE〜 2部）                    | Zepp DiverCity (TOKYO)                                                                           | ukka、つばきファクトリー、26時のマスカレイド、AKB48、クマリデパート、JamsCollection、でんぱ組.inc |
| @JAM 2023        | 2023年5月27日 Day1（〜ROAD TO @JAM EXPO 2023 LIVE FINAL〜） | Zepp DiverCity （TOKYO）                                                                         | きっとずっと青春。] |
| @JAM 2023        | 2023年5月27日 Day1（～メインステージ争奪LIVE～）            | Zepp DiverCity （TOKYO）                                                                         | アキシブproject、Bunny La Crew、Peel the Apple、PinkySpice、BOCCHI。 |
| @JAM 2023        | 2023年5月28日 Day2（〜SUPER LIVE〜 1部）                    | Zepp DiverCity （TOKYO）                                                                         | OCHA NORMA、クマリデパート、虹のコンキスタドール、#ババババンビ、FES☆TIVE、MyDearDarlin'、1学期の前髪 |
| @JAM 2023        | 2023年5月28日 Day2（〜SUPER LIVE〜 2部）                    | Zepp DiverCity （TOKYO）                                                                         | Appare!、JamsCollection、つばきファクトリー、femme fatale、FRUITS ZIPPER、わーすた |
| @JAM 2024        | 2024年5月25日 Day1（〜ROAD TO @JAM EXPO 2024 LIVE FINAL〜） | Zepp DiverCity （TOKYO）                                                                         | airrow、100万ドルのフェアレディ、思い出とプレゼント、大宮I☆DOOL、かげつ、可愛いって言わないと呪う！、松山あおい、8WIZARD、夢現シンクレティズム、きっとずっと青春 |
| @JAM 2024        | 2024年5月25日 Day1（～メインステージ争奪LIVE～）            | Zepp DiverCity （TOKYO）                                                                         | STAiNY、テラス×テラス、透色ドロップ、Sweet Alley、I My Me Mine |
| @JAM 2024        | 2024年5月26日 Day2（〜SUPER LIVE〜 1部）                    | Zepp DiverCity （TOKYO）                                                                         | LobeliA(OA)、かすみ草とステラ、Peel the Apple、虹のコンキスタドール、AMEFURASSHI、rad sound rebels、MyDearDarlin'、つばきファクトリー |
| @JAM 2024        | 2024年5月26日 Day2（〜SUPER LIVE〜 2部）                    | Zepp DiverCity （TOKYO）                                                                         | CANDY TUNE、ハロプロ研修生ユニット'24、rad sound rebels、iLiFE!、JamsCollection、#ババババンビ、でんぱ組.inc |

### @JAM the Field
『@JAM』が複数のジャンルにわたるイベントなのに対して、ひとつのジャンルに特化したイベント。2012年より行われている。
| 公演概要                                  | 公演概要       | 公演概要             | 公演概要 |
| 公演名称                                  | 公演日         | 会場                 | 出演 |
| ----------------------------------------- | -------------- | -------------------- | --- |
| @JAM the Field アイドルコレクション Vol.1 | 2012年6月9日   | DUO MUSIC EXCHANGE   | Jewel Kiss、しず風&絆〜KIZUNA〜、ひめキュンフルーツ缶、SO.ON project（オープニングアクト） |
| @JAM the Field アイドルコレクション Vol.1 | 2012年6月10日  | DUO MUSIC EXCHANGE   | でんぱ組.inc、アップアップガールズ（仮）、BiS、9nine（スペシャルゲスト）、SO.ON project（オープニングアクト） |
| @JAM the Field アイドルコレクション Vol.2 | 2012年10月13日 | SHIBUYA-AX           | アップアップガールズ（仮）、CANDY GO!GO!、でんぱ組.inc、東京女子流、Dorothy Little Happy、ひめキュンフルーツ缶、LinQ、DJ和（オープニング・転換DJ）、ルイズ / ユカフィン from アフィリア・サーガ・イースト（イベントナビゲーター） |
| @JAM the Field Vol.3                      | 2013年2月9日   | DUO MUSIC EXCHANGE   | いずこねこ、Jewel Kiss、Dorothy Little Happy、nanoCUNE、Party Rockets、ひめキュンフルーツ缶、クレヨン日記（オープニングアクト）                                                                                                   |
| @JAM the Field Vol.4                      | 2013年10月26日 | SHIBUYA-AX           | アップアップガールズ（仮）、アフィリア・サーガ、乙女新党、しず風&絆〜KIZUNA〜、SUPER☆GiRLS、Cheeky Parade、でんぱ組.inc、Dorothy Little Happy、Negicco、BELLRING少女ハート、さんみゅ〜（オープニングアクト）、DJ和（イベントDJ）  |
| @JAM the Field Vol.5                      | 2014年2月16日  | LIQUIDROOM           | アップアップガールズ（仮）、いずこねこ、乙女新党、THE ポッシボー、GEM、つりビット、東京女子流、妄想キャリブレーション、愛乙女★DOLL、WHY@DOLL（オープニングアクト）、DJ和（イベントDJ）                                            |
| @JAM the Field Vol.6                      | 2014年11月24日 | 六本木ブルーシアター | さんみゅ〜、DIANNA☆SWEET、東京女子流、東京パフォーマンスドール、Dorothy Little Happy、Party Rockets、プラニメ、妄想キャリブレーション、夢みるアドレセンス、からっと☆（応援ゲスト）、Maison book girl（サプライズゲスト）          |
| @JAM the Field Vol.7                      | 2015年2月1日   | TSUTAYA O-EAST       | アップアップガールズ（仮）、GALETTe、callme、GEM、PASSPO☆、ひめキュンフルーツ缶、ベイビーレイズJAPAN、ゆるめるモ!、愛乙女★DOLL、lyrical school、アイドルネッサンス（オープニングゲスト）、二丁ハロ（パーティーゲスト）            |
| @JAM the Field Vol.8                      | 2015年11月22日 | LIQUIDROOM           | アイドルネッサンス、アップアップガールズ（仮）、Cheeky Parade、DIANNA☆SWEET、ベイビーレイズJAPAN、神宿、PassCode、PASSPO☆、吉川友、山口活性学園、LADYBABY（ゲスト）、ぴゅあ娘（オープニングアクト）                               |
| @JAM the Field Vol.9                      | 2016年2月28日  | TSUTAYA O-EAST       | 乙女新党、GEM、PiiiiiiiN、ゆるめるモ!、東京パフォーマンスドール、ミライスカート、妄想キャリブレーション、つりビット、PASSPO☆、ひめキュンフルーツ缶、BELLRING少女ハート、ベースボールガールズ（オープニングアクト）                |
| @JAM the Field Vol.10                     | 2016年11月26日 | LIQUIDROOM           | アップアップガールズ（仮）、大阪☆春夏秋冬、神宿、GEM、ぜんぶ君のせいだ。、sora tob sakana、Cheeky Parade、つりビット、Party Rockets GT、まねきケチャ、わーすた、Menkoiガールズ（ウェルカムアクト）                                |
| @JAM the Field Vol.11                     | 2017年3月11日  | 新宿BLAZE            | アイドルネッサンス、あゆみくりかまき、奥澤村、東京パフォーマンスドール、PassCode、FES☆TIVE、マジェスティックセブン、マジカル・パンチライン、ミライスカート、少女隊（ウェルカムアクト）、Menkoiガールズ（ウェルカムアクト）        |
| @JAM the Field Vol.12                     | 2017年10月21日 | 新宿BLAZE            | 大阪☆春夏秋冬、桜エビ〜ず、GEM、sora tob sakana、Task have Fun、Cheeky Parade、転校少女歌撃団、Party Rockets GT、ヤなことそっとミュート、愛乙女☆DOLL、CROWN POP（ウェルカムアクト）、on and Go!（ウェルカムアクト）               |
| @JAM the Field Vol.13                     | 2018年2月24日  | 新宿BLAZE            | 神宿、sora tob sakana、東京パフォーマンスドール、虹のコンキスタドール、つりビット、ときめき♡宣伝部、アップアップガールズ（仮）、uijin、松山あおい、アリエルプロジェクト（オープニングアクト）                                     |
| @JAM the Field Vol.14                     | 2018年10月27日 | LIQUIDROOM           | sora tob sakana、つりビット、転校少女* 、東京女子流、22/7、FES☆TIVE、マジカル・パンチライン、南端まいな、monogatari、LinQ、ロッカジャポニカ、きゃわふるTORNADO（ウェルカムアクト）                                                |
| @JAM the Field Vol.15                     | 2019年2月23日  | 新宿BLAZE            | uijin、Task have Fun、つりビット、東京パフォーマンスドール、なんキニ!、26時のマスカレイド、二丁目の魁カミングアウト、フィロソフィーのダンス、ヤなことそっとミュート、ロッカジャポニカ、我儘ラキア、SW!CH（ウェルカムアクト）      |
| @JAM the Field Vol.16                     | 2019年10月26日 | LIQUIDROOM           | アキシブproject、アップアップガールズ（2）、Ange☆Reve、CROWN POP、桜エビ〜ず、Jewel☆Ciel、転校少女*、マジカル・パンチライン、monogatari、夢みるアドレセンス、松山あおい（ウェルカムアクト）                                       |
| @JAM the Field Vol.17                     | 2020年2月22日  | 新宿BLAZE            | 天晴れ!原宿、sora tob sakana、Task have Fun、虹のコンキスタドール、26時のマスカレイド、≠ME、はちみつロケット、B.O.L.T、真っ白なキャンバス、ラストアイドル、ローファーズハイ!!（オープニングアクト）                               |
| @JAM the Field Vol.18                     | 2020年10月24日 | LIQUIDROOM           | アップアップガールズ（2）、CROWN POP、26時のマスカレイド、まねきケチャ、Peel the Apple（オープニングアクト） |
| @JAM the Field Vol.18                     | 2020年10月24日 | LIQUIDROOM           | Devil ANTHEM.、虹のコンキスタドール、FES☆TIVE、真っ白なキャンバス、Peel the Apple（オープニングアクト） |
| @JAM the Field Vol.19                     | 2021年2月20日  | 新宿BLAZE            | クマリデパート、＃ババババンビ、FES☆TIVE、BenjaminJasmine、わーすた |
| @JAM the Field Vol.19                     | 2021年2月20日  | 新宿BLAZE            | Appare!、Task have Fun、転校少女*、虹のコンキスタドール、真っ白なキャンバス |
| @JAM the Field Vol.20                     | 2021年10月23日 | LIQUIDROOM           | アップアップガールズ（2）、アンスリューム、クマリデパート、Task have Fun、NEO JAPONISM |
| @JAM the Field Vol.20                     | 2021年10月23日 | LIQUIDROOM           | CROWN POP、Gran☆Ciel、JamsCollection、まねきケチャ、わーすた、ラストアイドル |
| @JAM the Field Vol.21                     | 2022年2月26日  | 新宿BLAZE            | Appare!、クマリデパート、群青の世界、FES☆TIVE、ukka→Gran☆Ciel |
| @JAM the Field Vol.21                     | 2022年2月26日  | 新宿BLAZE            | 大阪☆春夏秋冬、シンデレラ宣言!、なんキニ!、虹のコンキスタドール、真っ白なキャンバス |
| @JAM the Field Vol.22                     | 2022年10月29日 | LIQUIDROOM           | Jams Collection、Task have Fun、Palette Parade、FES☆TIVE、FRUITS ZIPPER |
| @JAM the Field Vol.22                     | 2022年10月29日 | LIQUIDROOM           | クマリデパート、CROWN POP、Gran☆Ciel、MyDearDarlin'、わーすた |
| @JAM the Field Vol.23                     | 2023年2月25日  | LIQUIDROOM           | Jams Collection、Task have Fun、Palette Parade、FES☆TIVE、FRUITS ZIPPER |
| @JAM the Field Vol.23                     | 2023年2月25日  | LIQUIDROOM           | C;ON、高嶺のなでしこ、chuLa、Devil ANTHEM.、虹のコンキスタドール、MyDearDarlin'、Appare!、群青の世界、なんキニ！、#ババババンビ、Peel the Apple、まねきケチャ                                                                     |
| @JAM the Field Vol.24                     | 2023年10月28日 | 恵比寿LIQUIDROOM     | アンスリューム、かすみ草とステラ、クマリデパート、Gran☆Ciel、JamsCollection、TaskhaveFun |
| @JAM the Field Vol.24                     | 2023年10月28日 | 恵比寿LIQUIDROOM     | #2i2、Bunny La Crew、Peel the Apple、×純文学少女歌劇団、真っ白なキャンバス、まねきケチャ |
| @JAM the Field Vol.25                     | 2024年02月24日 | 新宿BLAZE            | テラス×テラス、虹のコンキスタドール、Palette Parade、MyDearDarlin'、#よーよーよー、CANDY TUNE |
| @JAM the Field Vol.25                     | 2024年02月24日 | 新宿BLAZE            | アンスリューム、THE ORCHESTRA TOKYO、C;ON、BELLRING少女ハート、MIGMA SHELTER、yosugala |
| @JAM the Field Vol.26                     | 2024年10月26日 | LIQUIDROOM           | かすみ草とステラ/CANDY TUNE/クマリデパート/Gran☆Ciel/Task have Fun/Peel the Apple |
| @JAM the Field Vol.26                     | 2024年10月26日 | LIQUIDROOM           | THE ORCHESTRA TOKYO/透色ドロップ/ナナランド/FES☆TIVE/MyDearDarlin'/真っ白なキャンバス |
| @JAM the Field vol.27                     | 2025年2月24日  | 白金高輪SELENE b2    | カラフルスクリーム、Sweet Alley、SWEET STEADY、透色ドロップ、Task have Fun、Bunny La Crew |
| @JAM the Field vol.27                     | 2025年2月24日  | 白金高輪SELENE b2    | ideal peco、可憐なアイボリー、きゅるりんってしてみて、ドラマチックレコード、MyDearDarlin'、ラフ×ラフ |

### KAWAII POP FES
『@JAM the Field』の海外版。2013年に第1回を開催。これまで香港と台湾で計4回行われている。他の@JAMシリーズとの違いは、独立したワンマンライブを1日複数回行い1公演のみの入場も可能だが、1日通し券などの設定もあるという形式となっている。
| 公演概要                                                 | 公演概要                                       | 公演概要                                 | 公演概要                                                                       |
| 公演名称                                                 | 公演日                                         | 会場                                     | 出演                                                                           |
| -------------------------------------------------------- | ---------------------------------------------- | ---------------------------------------- | ------------------------------------------------------------------------------ |
| Kawaii POP Fest. 2013 supported by @JAM                  | 2013年5月17日                                  | MUSIC ZONE（香港）                       | Dorothy Little Happy、でんぱ組.inc、9nine                                      |
| Kawaii POP Fest. 2013 supported by @JAM                  | 2013年5月18日                                  | MUSIC ZONE（香港）                       | アップアップガールズ（仮）、Dorothy Little Happy、でんぱ組.inc                 |
| Kawaii POP Fest. 2013 supported by @JAM                  | 2013年5月19日                                  | MUSIC ZONE（香港）                       | アップアップガールズ（仮）、SUPER☆GiRLS                                        |
| KAWAII POP FES by@JAM in台湾                             | 2014年1月18日                                  | 河岸留言（RIVERSIDE LIVE HOUSE）（台北） | 水瀬いのり（オープニングアクト）、Dancing Dolls、東京女子流、でんぱ組.inc      |
| KAWAII POP FES by@JAM in台湾                             | 2014年1月19日                                  | 河岸留言（RIVERSIDE LIVE HOUSE）（台北） | アップアップガールズ（仮）、Dorothy Little Happy、SUPER☆GiRLS                  |
| KAWAII POP FES by@JAM vol.3 Hong Kong 2014               | 2014年6月28日                                  | MUSIC ZONE                               | Cheeky Parade、アップアップガールズ（仮）、東京女子流                          |
| KAWAII POP FES by@JAM vol.3 Hong Kong 2014               | 2014年6月29日                                  | MUSIC ZONE                               | ひめキュンフルーツ缶、Dorothy Little Happy、でんぱ組.inc                       |
| KAWAII POP FES by@JAM×J-GIRL POP WAVE vol.4 in 台湾 2015 | 2015年1月24日 （supported by J-GIRL POP WAVE） | THE WALL公館 （台北）                    | みみめめMIMI（オープニングアクト）、GALETTe*、Dorothy Little Happy、東京女子流 |
| KAWAII POP FES by@JAM×J-GIRL POP WAVE vol.4 in 台湾 2015 | 2015年1月25日 （supported by @JAM）            | THE WALL公館 （台北）                    | 東京パフォーマンスドール、私立恵比寿中学、アップアップガールズ（仮）、PASSPO☆  |

### @JAM OVERSEAS
@JAMシリーズの海外公演だが、『KAWAII POP FES』とは異なり、通常のフェス形式である。
| 公演概要                      | 公演概要       | 公演概要                                    | 公演概要 |
| 公演名称                      | 公演日         | 会場                                        | 出演 |
| ----------------------------- | -------------- | ------------------------------------------- | --- |
| @JAM in上海 2015              | 2015年6月28日  | 浅水湾文化芸術センター (上海)               | しょこたん♥でんぱ組、SUPER☆GiRLS、東京女子流                                                                                           |
| @JAM in上海 2016              | 2016年6月4日   | 浅水湾文化芸術センター                      | every♥ing!、東京女子流、富永TOMMY弘明、9nine、PASSPO☆、Lunar、わーすた                                                                 |
| @JAM x TALE in Hong Kong 2017 | 2017年2月11日  | Music Zone @ E-Max（香港）                  | アリエルプロジェクト、Juice=Juice、SUPER☆GiRLS、東京女子流、妄想キャリブレーション                                                     |
| @JAM x TALE in Hong Kong 2017 | 2017年2月12日  | Music Zone @ E-Max（香港）                  | 妄想キャリブレーション、SUPER☆GiRLS、Juice=Juice                                                                                       |
| @JAM in上海 2017              | 2017年7月15日  | 万代南夢宮上海文化センター 夢想劇場（上海） | ベイビーレイズJAPAN、9nine、大阪☆春夏秋冬、Party Rockets GT、東京女子流、わーすた                                                      |
| @JAM x TALE in Hong Kong 2018 | 2018年3月10日  | Music Zone @ E-Max                          | あゆみくりかまき、アリエルプロジェクト、吉川友、東京女子流、ときめき♡宣伝部、ベイビーレイズJAPAN                                       |
| @JAM x TALE in Hong Kong 2018 | 2018年3月11日  | Music Zone @ E-Max                          | あゆみくりかまき、アリエルプロジェクト、吉川友、東京女子流、ときめき♡宣伝部、ベイビーレイズJAPAN                                       |
| @JAM x TALE in Hong Kong 2019 | 2019年3月3日   | Music Zone @ E-Max                          | アリエルプロジェクト、ERROR、桜エビ〜ず、Task have Fun、虹のコンキスタドール、わーすた                                                 |
| @JAM×TALE in HongKong 2024    | 2024年11月30日 | Youth Square 青年廣場 - Y studio(2F)        | FES☆TIVE/わーすた/Feather/ERЯOR Reset/M.A.D/Kaleidoscope/乙女シンドリーム/Task have Fun                                                |
| @JAM×TALE in HongKong 2024    | 2024年12月1日  | Youth Square 青年廣場 - Y studio(2F)        | FES☆TIVE/わーすた/Kaleidoscope/Infernal/ERЯOR Reset/Chotto Crazy/モノクローム/Feather/Sentimental Kiss/夜瑠☆エピファニー/Task have Fun |

### @JAM NEXT
2013年10月よりつくばテレビが運営するAKIBAカルチャーズ劇場で月1回（原則第2日曜日）行われているイベント。@JAMシリーズの登竜門的位置づけである。ZeppライブとPigooLive（つくばテレビ）が共同で主催、制作もZeppライブ・PigooLive・AKIBAカルチャーズ劇場の連名となっている。
Vol.1とVol.4からVol.7までがニコニコ生放送（無料放送）、Vol.3がUstream、Vol.8以降はSHOWROOMで生中継されている。
| 公演概要 | 公演概要                                            | 公演概要       | 公演概要 |
| Vol.     | サブタイトル                                        | 公演日         | 出演 |
| -------- | --------------------------------------------------- | -------------- | --- |
| 0        | 〜@JAM the Field 直前祭〜                           | 2013年10月20日 | Party Rockets、乙女新党、BELLRING少女ハート |
| 1        | 〜ダンス!ダンス!ダンス!〜                           | 2013年11月10日 | Dancing Dolls、つりビット、nanoCUNE |
| 2        | 〜開校!妄想ねこ学園オープンキャンパス〜             | 2013年12月8日  | いずこねこ、フラップスクールガール、妄想キャリブレーション |
| 3        | 〜新春!@JAMはじまりの合図!!〜                       | 2014年1月12日  | ANNA☆S、Happy Dance、WHY@DOLL |
| 4        | 〜あこがれの… Valentine's☆Kiss〜                    | 2014年2月9日   | スマイル学園、Tokyo Cheer② Party、放課後プリンセス |
| 5        | 〜春はすぐそこ!スプリングカーニバル!!〜             | 2014年3月9日   | i☆Ris、TOKYO TORiTSU これで委員会、東京パフォーマンスドール |
| 6        | 〜出会いの予感!?@JAM新学期ライブ!!〜                | 2014年4月13日  | からっと☆、寺嶋由芙、Party Rockets |
| 7        | 〜春のアイドル異業種懇談会!〜                       | 2014年5月11日  | うたこねこ歌劇団、青SHUN学園、リンダ3世 |
| 8        | 〜梅雨でも楽しく!アイドルふれあいミーティング!〜    | 2014年6月8日   | アイドルネッサンス、SiAM&POPTUNe、吉田凜音 |
| 9        | 〜サマー!サマー!サマー!〜                           | 2014年7月13日  | アイリス、GALETTe*、山口活性学園 |
| 番外編   | 〜出れんの!?@JAM!? 最終公開オーディション審査〜     | 2014年8月10日  | 最終未来兵器mofu、AIZENN、amorecarina、Whoop!e whoop!e、C-Style、ShaQ'n!、渋谷P.R、Star☆T、せのしすたぁ、sendai☆syrup、天空音パレード、二丁ハロ、ハニースパイス、柊木りお、ひろしまMAPLE★S、Magical Ban✩Bang、メルヘンヌ、リミセス （太字は「@JAM EXPO 2014」の出場権（二丁ハロはDJブース枠）を獲得） ゲスト：乙女新党、Party Rockets                                                                           |
| 10       | 〜秋のアイドル大収穫祭!〜                           | 2014年9月14日  | FRUITPOCHETTE、mImi、ゆるめるモ! |
| 11       | 〜祝!@いう間のNEXT 1周年!〜                         | 2014年10月12日 | drop、Prizmmy☆、Luce Twinkle Wink☆ |
| 12       | 〜秋深まる!小春日和にアイドル三昧!〜                | 2014年11月9日  | CAMOUFLAGE、Star☆T、PPP!PiXiON |
| 13       | 〜ちょっと早めのジングルベル!〜                     | 2014年12月14日 | アイドルカレッジ、Cupitron、STARMARIE |
| 14       | 〜＠JAM新春スタートダッシュ!〜                      | 2015年1月11日  | 赤マルダッシュ☆、Ange☆Reve、TPD DASH!! |
| 15       | 〜ドキドキ!? 恋のバレンタインパーティー〜           | 2015年2月8日   | ハコイリ♡ムスメ、はっちゃけ隊、PiiiiiiiN |
| 16       | 〜まもなく到来! 別れ・出会いのどきどきSpring!〜     | 2015年3月8日   | JK21、じゅじゅ、FYT、Pimm's |
| 17       | 〜大人も!子供も!出会いの春だよみんな集合!〜         | 2015年4月11日  | アモレカリーナ、ハニースパイス、predia |
| 18       | 〜3時のおやつはMAPLE★CANDY!〜                       | 2015年5月10日  | CANDY GO! GO!、サンミニッツ、ひろしまMAPLE★S |
| 19       | 〜梅雨よ飛んで行け！かたつむりサンバカーニバル☆〜   | 2015年6月14日  | 小桃音まい、東京ロケッツ、PREDIANNA |
| 20       | 〜ドキッ☆アイドルだらけのサマーパーティー!〜        | 2015年7月12日  | choco☆milQ、Maison book girl、アリスインアリス |
| 番外編   | 〜@JAM EXPO 2015 横アリでちゃいまSHOWROOM最終審査〜 | 2015年8月9日   | Magical Ban☆Bang、マボロシ可憐GeNE、百花繚蘭、閃光プラネタゲート、Miniature Garden、家庭教師アイドルGoing.TV、全力Girl☆なななな、C-Style、アイドル諜報機関LEVEL7、Tick☆tik、にっぽりにぃる。、flavor、Kin♡Gin♡Pearls、+tic color、北斗夢学院桜組、転校少女歌撃団、上野優華、柚之原りえ、淡路島ハンバーガールZ、PiGU、橘うらら （太字は「@JAM EXPO 2015」の出場権を獲得） ゲスト：DIANNA☆SWEETS、ひろしまMAPLE★S |
| 21       | 〜黄昏のアフターサマーパーティー〜                  | 2015年9月13日  | 神宿、PassCode、Party Rockets |
| 22       | 〜祝!2周年! NEXT生誕公演!〜                         | 2015年10月11日 | 転校少女歌撃団、Fullfull☆Pocket、Party Rockets、WHY@DOLL、ミライスカート |
| 23       | 〜@JAM NEXT2周年記念!秋の収穫祭スペシャル!〜        | 2015年11月8日  | Ange☆Reve、Devil ANTHEM、Magical Ban☆Bang、まねきケチャ |
| 24       | 〜先取り!クリスマスペシャル!!〜                     | 2015年12月13日 | elfin'、虹のコンキスタドール、ハコイリ♡ムスメ、FES☆TIVE |
| 25       |                                                     | 2016年1月10日  | 青山☆聖ハチャメチャハイスクール、ジュネス☆プリンセス、sora tob sakana、La PomPon、虹色幻想曲 ～プリズム・ファンタジア～ |
| 26       |                                                     | 2016年2月14日  | オトメブレイヴ、SiAM&POPTUNe、つりビット、TPD DASH!! |
| 27       |                                                     | 2016年3月13日  | 大阪☆春夏秋冬、転校少女歌撃団、drop、predia |

### @JAM PARTY
2016年4月、『@JAM NEXT』がリニューアルされ、月1回（原則第2日曜日）行われているイベント。Vol.1から61まではAKIBAカルチャーズ劇場で、Vol.62からは横浜みなとみらいブロンテで開催されている。また、Vol.47からは「@JAM10周年イヤー」として@JAMと深い関わりのあるグループがホスト役をつとめている（ホストは太字で記載）。
| 公演概要 | 公演概要                         | 公演概要 |
| Vol.     | 公演日                           | 出演 |
| -------- | -------------------------------- | --- |
| 1        | 2016年4月10日                    | Ange☆Reve、プティパ-petit pas!-、放課後プリンセス、わーすた、クマリデパート（オープニングアクト） |
| 2        | 2016年5月8日                     | 上野優華、乙女新党、ぷちぱすぽ☆、Maison book girl、ふれふれチャイムFes.（オープニングアクト） |
| 3        | 2016年6月12日                    | アイドルネッサンス、アキシブproject、ANNA☆S、愛乙女☆DOLL、にっぽりにぃる。（再）（ウェルカムアクト） |
| 4        | 2016年7月10日                    | AIS-All Idol Songs-、虹のコンキスタドール、FES☆TIVE、ベボガ!（虹のコンキスタドール黄組）、蜂蜜★皇帝（ウェルカムアクト） |
| 5        | 2016年8月14日                    | STARMARIE、Party Rockets GT、Fullfull☆Pocket、マジカル・パンチライン、Menkoiガールズ（ウェルカムアクト） |
| 6        | 2016年9月11日                    | callme、桜エビ〜ず、バニラビーンズ、LinQ |
| 7        | 2016年10月9日                    | アイドルカレッジ、X21、Chu☆Oh!Dolly、Hauptharmonie |
| 8        | 2016年11月13日                   | フラップガールズスクール、マボロシ可憐GeNE、notall、転校少女歌撃団 |
| 9        | 2016年12月11日                   | Ange☆Reve、ベボガ!（虹のコンキスタドール黄組）、ミライスカート、むすびズム、スマイル海賊団 |
| 10       | 2017年1月8日                     | Cheeky Parade、ハコイリ♡ムスメ、PiiiiiiiN、MAPLEZ、カプ式会社ハイパーモチベーション |
| 11       | 2017年2月12日                    | Pimm's、WHY@DOLL、桃色革命、OnePixcel、PiGU |
| 12       | 2017年3月12日                    | CROWN POP、Chu☆Oh!Dolly、つりビット、P.IDL |
| 13       | 2017年4月9日                     | アキシブproject、パンダみっく、フルーティー、愛乙女☆DOLL |
| 14       | 2017年5月14日                    | カプ式会社ハイパーモチベーション、絶対直球女子!プレイボールズ、転校少女歌撃団、原宿物語、Fullfull☆Pocket |
| 15       | 2017年6月11日                    | amiinA、callme、ヤなことそっとミュート、lyrical school、Task have Fun |
| 16       | 2017年7月9日                     | 全力少女R、PREDIANNA、桃色革命、レッツポコポコ、YOANI1年C組（ウェルカムアクト） |
| 17       | 2017年8月13日                    | アップアップガールズ（2）、Devil ANTHEM.、Maison book girl、さくらシンデレラ、on and Go! |
| 18       | 2017年9月10日                    | マジカル・パンチライン、フィロソフィーのダンス、uijin、アキシブproject、Task have Fun |
| 19       | 2017年10月8日                    | Task have Fun、ベボガ!（虹のコンキスタドール黄組）、La PomPon、PALET、赤ちょこ（ウェルカムアクト） |
| 20       | 2017年11月12日                   | on and Go!、There There Theres、Chu-Z、ヲルタナティヴ、SOULMATE（ウェルカムアクト） |
| 21       | 2017年12月10日                   | アイドルカレッジ、IVOLVE、ぐーちょきぱー、Party Rockets GT、Sola Sound（ウェルカムアクト） |
| 22       | 2018年1月14日                    | 天晴れ!原宿、TOY SMILEY、Flower Notes、monogatari、SHiNY SHiNY（オープニングアクト） |
| 23       | 2018年2月11日                    | さくらシンデレラ、JK21R、転校少女歌撃団、FES☆TIVE、上月せれな（オープニングアクト） |
| 24       | 2018年3月11日                    | アイドルカレッジ、アキシブproject、SHiNY SHiNY、じゅじゅ、アップアップガールズ（プロレス）（オープニングアクト） |
| 25       | 2018年4月8日                     | CROWN POP、さんみゅ〜、東京CuteCute、恥じらいレスキューJPN、PUPUPU81（ウェルカムアクト） |
| 26       | 2018年5月13日                    | イケてるハーツ、ゑんら、キャンディzoo、RIOT BABY、鈴音ひとみ（ウェルカムアクト） |
| 27       | 2018年6月10日                    | WILL-O'、煌めき☆アンフォレント、DEAR KISS、Malcolm Mask McLaren、NEO JAPONISM（オープニングアクト） |
| 28       | 2018年7月8日                     | Devil ANTHEM.、ハコイリ♡ムスメ、MAPLEZ、ヲルタナティヴ、PiiiiiiiN（オープニングアクト） |
| 29       | 2018年8月12日                    | パンダみっく、終演後物販卍、天空音パレード、なんキニ!、狂い咲けセンターロード（オープニングアクト） |
| 30       | 2018年9月9日                     | KAMOがネギをしょってくるッ!!!、26時のマスカレイド、原宿駅前パーティーズNEXT、Chu-Z（1部のみ出演）、桃色革命（2部のみ出演）、ティーンズ☆ヘブン（オープニングアクト）                                                               |
| 31       | 2018年10月14日                   | 絶対直球女子!プレイボールズ、ハコイリ♡ムスメ、DREAMING MONSTER、PiXMiX、松山あおい、POEM（オープニングアクト） |
| 32       | 2018年11月11日                   | アイドルING!!!、アキシブproject、天晴れ!原宿、メイビーME、seeDream（オープニングアクト） |
| 33       | 2018年12月9日                    | 『インキーウップス』、Shine Fine Movement、Task have Fun、Pimm's、くるーず〜CRUiSE!（オープニングアクト） |
| 34       | 2019年1月13日                    | Jewel☆Ciel、tipToe.、東京CuteCute、PiiiiiiiN、つぼみ（オープニングアクト） |
| 35       | 2019年2月10日                    | Q-pitch、サクヤコノハナ、手羽先センセーション、真っ白なキャンバス、カラフルスクリーム（オープニングアクト） |
| 36       | 2019年3月10日                    | アップアップガールズ（2）、Lily of the valley、QUEENS、全力少女R、いちごみるく色に染まりたい。（オープニングアクト） |
| 37       | 2019年4月14日                    | KRD8、鈴音ひとみ、FES☆TIVE、フルーティー |
| 38       | 2019年5月12日                    | エラバレシ、煌めき☆アンフォレント、グーグールル、上月せれな、週末アイドル部3期生（オープニングアクト） |
| 39       | 2019年6月9日                     | Devil ANTHEM.、ネコプラ∞、BANZAI JAPAN、ピュアリーモンスター、SKOOL GIRL BYE BYE（オープニングアクト） |
| 40       | 2019年7月14日                    | AIBECK、CoverGirls、DESURABBITS、バクステ外神田一丁目、黒は着ない。（オープニングアクト） |
| 41       | 2019年8月11日                    | avandoned、アクアノート、DEAR KISS、Payrin's、LEIWAN（オープニングアクト） |
| 42       | 2019年9月8日                     | かみやど、なんキニ!、NEMURIORCA、monogatari、ウィクトルワールド アプロの秘宝 すぴりたんと（オープニングアクト） |
| 43       | 2019年10月13日 (中止)            | Kolokol、ハープスター、FLOWLIGHT、ワンダーウィード、メテオノミコン（オープニングアクト） |
| 44       | 2019年11月10日                   | きゅい〜ん'ズ、Jewel☆Neige、虹色の飛行少女、PiiiiiiiN、アイドキュレーション（ウェルカムアクト） |
| 45       | 2019年12月8日                    | Party Rockets GT、Fragrant Drive、Malcolm Mask McLaren、Lily of the valley、フリカケ≠ぱにっく（オープニングアクト） |
| 46       | 2020年1月12日                    | NEO BREAK、ハニースパイスRe.、メリーメリーファンファーレ、ワンダーウィード、せかいシティ（オープニングアクト） |
| 47       | 2020年2月9日                     | アップアップガールズ（仮）、キミノマワリ。、notall、143∽、HelloYouth（オープニングアクト） |
| 48       | 2020年3月8日→ 4月28日(延期→中止) | 転校少女*、ENGAG.ING、九州女子翼、meme tokyo.、Jumping Kiss（オープニングアクト） |
| 49       | 2020年4月12日 (中止)             | 26時のマスカレイド、FES☆TIVE、Kolokol、われらがプワプワプーワプワ |
| 50       | 2020年7月12日                    | Ange☆Reve、きゃわふるTORNADO、buGG、Jewel☆Ciel、あっとせぶんてぃーん |
| 51       | 2020年8月9日                     | 煌めき☆アンフォレント、カラフルスクリーム、夢幻クレッシェンド、われらがプワプワプーワプワ、Jumping Kiss（オープニングアクト）、レイドロイド（オープニングアクト）                                                                 |
| 52       | 2020年9月13日                    | 26時のマスカレイド、あそびダンジョン、九州女子翼、SW!CH、戦国アニマル極楽浄土 |
| 53       | 2020年10月11日                   | FES☆TIVE、#ババババンビ、Pimm's、My Dear Darlin'、UPローチ（オープニングアクト） |
| 54       | 2020年11月8日                    | Jewel☆Neige、くるーず〜CRUiSE!、サクサクJUMBLE、tipToe. |
| 55       | 2020年12月13日                   | Jewel☆Ciel、We=MUKASHIBANASHI、JAPANARIZM、Ringwanderung |
| 56       | 2021年1月10日                    | アップアップガールズ（2）、【eN】、きゃわふるTORNADO、もどかしマーケッツ |
| 57       | 2021年2月14日                    | QUEENS、開歌-かいか-、サンダルテレフォン、虹色の飛行少女 |
| 58       | 2021年3月14日                    | クマリデパート、劇場版ゴキゲン帝国Ω、tipToe.、buGG |
| 59       | 2021年4月11日                    | 夢みるアドレセンス、キミノマワリ。、MIC RAW RUGA（laboratory）、メイビーME、NELN |
| 60       | 2021年5月9日 (中止)              | アップアップガールズ（仮）、雨模様のソラリス、会心ノ一撃、ワンダーウィード天、LeirA（オープニングアクト） |
| 61       | 2021年6月13日 (中止)             | アップアップガールズ（仮）、群青の世界、シンダーエラ、BOY MEETS HARU、テンシメシ໒꒱（オープニングアクト） |
| 62       | 2021年7月11日                    | マジカル・パンチライン、カラフルスクリーム、キミイロプロジェクト、花いろは from ワンダーウィード、UPローチ（1部）、雨模様のソラリス（2部）                                                                                        |
| 63       | 2021年8月8日                     | 愛乙女☆DOLL、アンスリューム、C;ON、WT☆Egret、RAY、KRD8、I'mew（オープニングアクト） |
| 64       | 2021年9月12日                    | アップアップガールズ（仮）、alma、JamsCollection、ワンダーウィード天、［PUZZLE.］、STRAY SHEEP CLAYMORE |
| 65       | 2021年10月10日                   | 煌めき☆アンフォレント、シークレットシャノワール、Symdolick、BOY MEETS HARU、Palette Parade（1部）、ゆるっと革命団（2部） |
| 66       | 2021年11月14日                   | notall、群青の世界、momograci(ex.桃色革命)、READY TO KISS、I MY ME MINE（1部）、LOVE CCiNO（2部） |
| 67       | 2021年12月12日                   | MIGMA SHELTER、THE ORCHESTRA TOKY、はちみつBLACK、Finally、Peel the Apple（1部）、カイジューバイミー（2部） |
| 68       | 2022年1月9日                     | アイドルカレッジ、SAISON、ニコニコ♡LOVERS、結音 YUION、PANDAMIC（1部）、アンダービースティー（2部） |
| 69       | 2022年2月13日                    | アップアップガールズ（2）、かすみ草とステラ、綺星★フィオレナード、Teen's Heaven、なんキニ!（1部）、未完成リップスパークル（2部）                                                                                                  |
| 70       | 2022年3月13日                    | B.O.L.T、UPローチ、刹那的アナスタシア、Bety、Strawberry Girls（1部）、アフィシャナドゥ（2部） |
| 71       | 2022年4月10日                    | 手羽先センセーション、Jumping Kiss、HelloYouth、Pinky Spice、STAiNY（1部）、#よーよーよー（2部） |
| 72       | 2022年5月8日                     | Gran☆Ciel、いちごみるく色に染まりたい。、C;ON、Symdolick、たまご姫【たまプリ】（1部）、MAGICAL SPEC from トキヲイキル（2部） |
| 73       | 2022年6月5日                     | アンスリューム、INUWASI、Zsasz、PRSMIN、On the treat Super Season（1部）、覚醒のアドット（2部） |
| 74       | 2022年7月10日                    | 虹のコンキスタドール予科生、Girl's Time、BABY-CRAYON〜1361〜、夢みるアドレセンス、FRUITS ZIPPER（1部のみ）、未来サプライズ（2部のみ）、葵乃まみ（OA）                                                                             |
| 75       | 2022年8月14日                    | 純情のアフィリア、I'mew、notall、ハニースパイスRe.、ラブアグレッション（1部のみ）、iSPY（2部のみ） |
| 76       | 2022年9月11日                    | アップアップガールズ（2）、キミイロプロジェクト、SW!CH、Palette Parade、BOY MEETS HARU（1部のみ）、ネオンレイン（2部のみ） |
| 77       | 2022年10月9日                    | アイドルカレッジ、キングサリ、てぃあむ、NUANCE、ESTLINK☆（1部のみ）、YORISOERU（2部のみ） |
| 78       | 2022年11月13日                   | イケてるハーツ、かすみ草とステラ、SPRISE、パーティーズ、Merci Merci（1部のみ）、YUMEADO EUROPE（2部のみ） |
| 79       | 2022年12月11日                   | 煌めき☆アンフォレント、iLiFE!、美味しい曖昧、MAGICAL SPEC、タイトル未定（1部のみ）、PinkySpice（2部のみ）、1st☆kiss（オープニングアクト）                                                                                         |
| 80       | 2023年1月8日                     | 高嶺のなでしこ、Symdolick、のんふぃく!、Bunny La Crew、未来サプライズ（1部のみ）、アイオケ（2部のみ）、ブルーなままで（オープニングアクト）                                                                                       |
| 81       | 2023年2月12日                    | Luce Twinkle Wink☆、可憐なアイボリー、すてねこキャッツ、結音 YUION、Hey!Mommy!（1部のみ）、疾走クレヨン（2部のみ） |
| 82       | 2023年3月12日                    | C;ON、たまプリ、東京CuteCute、NoelliL、戦国アニマル極楽浄土（1部のみ）、アンダービースティー（2部のみ）、おむすびコロコロ（オープニングアクト）                                                                                   |
| 83       | 2023年4月9日                     | I MY ME MINE、tipToe.、虹色の飛行少女、HelloYouth、Caress Van End（1部のみ）、TEARS-ティアーズ-（2部のみ）、ばっぷる（オープニングアクト）                                                                                        |
| 84       | 2023年5月14日                    | ネコプラpixx.、泡沫パーティーズ、点染テンセイ少女。、PrincessGarden-姫庭-、RED-i（1部のみ）、ソラネルカンパニー（2部のみ）、LoveCherish（オープニングアクト）                                                                     |
| 85       | 2023年6月11日                    | 手羽先センセーション、UPローチ、シンダーエラ、蛍、風男塾（1部のみ）、NOW DRAMATiC（2部のみ）、きゅ～くる（オープニングアクト） |
| 86       | 2023年7月9日                     | シンデレラ宣言！、CANDY TUNE、ドラマチックレコード、ルージュブック、＃ドレミファソラシード（1部のみ）、おちゃメンタル☆パーティー（2部のみ）、ミライサガシ～MIRAISAGASHI～（1部オープニングアクト）、OS☆U（2部オープニングアクト） |
| 87       | 2023年8月13日                    | SAISON、COLOR'z、テンシメシ໒꒱、.BPM、kimikara（きみから)（1部のみ）、metarium（2部のみ）、Ｏ₂（オープニングアクト） |
| 88       | 2023年9月10日                    | メイビーME、カラフルスクリーム、スパンコールグッドタイムズ、ルルネージュ、翡翠キセキ（1部のみ）、しろもん（2部のみ）、アステリア（オープニングアクト）                                                                            |
| 89       | 2023年10月8日                    | キングサリ、elsy、SOMOSOMO、FloreRisa-フロレリーサ-、AKIARIM（1部のみ）、NARLOW（2部のみ）、AKUMATICA（オープニングアクト） |
| 90       | 2023年11月12日                   | Peel the Apple、ばっぷる、Panic Monster !n Wonderland、BOCCHI。、TENRIN（1部のみ）、♡'s(kyuuuns)（2部のみ）、SharLie（オープニングアクト）                                                                                        |
| 91       | 2023年12月10日                   | Gran☆Ciel、キミイロプロジェクト、ジエメイ、RASCAL CLAN、透色ドロップ（1部のみ）、♮リアスクライブ（2部のみ） |
| 92       | 2024年1月14日                    | アップアップガールズ（２）、ideal peco、輝星★Cosμ'n.、DA•BAMBI、UPローチ（1部のみ）、蛍（2部のみ）、Wenus（オープニングアクト）                                                                                                   |
| 93       | 2024年2月11日                    | クマリデパート、アイドルカレッジ、UtaGe!、POPPiNG EMO、新章 大阪☆春夏秋冬（1部のみ）、Untitled（2部のみ）、iTRiP（オープニングアクト）                                                                                            |
| 94       | 2024年3月10日                    | アップアップガールズ（仮）、I to U $CREAMing!!、彗星♩dropTune°、HelloYouth、高貴な絶対零度（1部のみ）、RiNCENT♯（2部のみ）、Genesis Girl（オープニングアクト）                                                                    |
| 95       | 2024年4月14日                    | 純情のアフィリア、Sweet Alley、CYNHN、Bunny La Crew、太陽と踊れ月夜に唄え（1部のみ）、強くてニューゲーム。（2部のみ）、∴ヒロイン転生（OA）                                                                                        |
| 96       | 2024年5月12日                    | Ange☆Reve、アキシブproject、BANZAI JAPAN、PiXMiX、SAI²Rium（1部のみ）、幻想喫茶店（2部のみ）、どーぴんぐ疑惑（オープニングアクト）                                                                                                |
| 97       | 2024年6月9日                     | KissBee、Jumping Kiss、スターチスのラブレター、テラス×テラス、STAiNY（1部のみ）、Twinkle⭐︎Stars（2部のみ）、iiiidolll（オープニングアクト）                                                                                       |
| 98       | 2024年7月14日                    | ARCANA PROJECT、NightOwl、ニーキューオメガ、にっぽんワチャチャ、KRD8（1部のみ）、猫の眼に宇宙（2部のみ）、イキノコRe:（オープニングアクト）                                                                                       |
| 99       | 2024年8月11日                    | 手羽先センセーション、神薙ラビッツ、さとりモンスター、LIT MOON、アイオケ（1部のみ）、天使突抜ニ読ミ（2部のみ）、MY First Bae's（オープニングアクト）                                                                              |
| 100      | 2024年9月8日                     | Luce Twinkle Wink☆、【eN】、シャルロット、LarmeR、ヲドルマヨナカ（1部のみ）、SAKURA GRADUATION（2部のみ）、プエラの絶対値（オープニングアクト）                                                                                   |
| 101      | 2024年10月13日                   | I MY ME MINE/あまいものつめあわせ/こみっきゅおん！/1つ足りない賽は投げられた/未完成のキャラメル（1部のみ）/ゆるっと革命団（2部のみ）/キュン!?恋堕ちキューピッド（オープニングアクト）                                             |
| 102      | 2024年11月10日                   | 二丁目の魁カミングアウト/GANGDEMIC/SAY-LA/パラディーク/スターリットストーリー(1部のみ)/himawari(船橋)(2部のみ)/超常フォーチューン(OA)                                                                                             |
| 103      | 2024年12月8日                    | Gran☆Ciel/AsIs/なみだ色の消しごむ/ラナキュラ/メリーパレード（1部のみ）/スーパーベイビーズ（2部のみ）/ミリオン! Million Heaven Tokyo（OA）                                                                                         |
| 104      | 2025年1月12日                    | メイビーME/ニコルポップ/瞬きもせず/みらサプ！/Next☆Rico（1部のみ）/unSea（2部のみ）/世ノ果テデ人形ハ唯哂フ。（OA） |
| 105      | 2025年2月9日                     | ネコプラpixx.、パピプペポは難しい、Finally、LOVE 9 LOVE、れんてつ（1部のみ）、Shupines（2部のみ）、KAMOがネギをしょってくるッ!!!（OA）                                                                                            |
| 106      | 2025年3月9日                     | マジカル・パンチライン、オカシリゾート、FULIT BOX、Baby'z Breath、ROOKEY♡ROOKEYS（1部のみ）、じゅじゅ（2部のみ）、あの日見たラッキースター（OA）                                                                                  |
| 107      | 2025年4月13日                    | SANDAL TELEPHONE、群青の世界、BLUEGOATS、ポラライト、星合いのライラック（1部のみ）、Charm Poche（2部のみ）、Party chuuuN!（オープニングアクト）                                                                                   |

### @JAM MEETS
DJダイノジをナビゲートDJに迎え、ロックやJ-POPのアーティストとの2マンライブを行う。2019年より「オールナイトスペシャル」と銘打った終夜興行も開催している。
| 公演概要                                  | 公演概要       | 公演概要        | 公演概要 |
| 公演名称                                  | 公演日         | 会場            | 出演 |
| ----------------------------------------- | -------------- | --------------- | --- |
| Vol.0                                     | 2015年12月13日 | 代官山UNIT      | 岡崎体育、妄想キャリブレーション、DJダイノジ |
| Vol.1                                     | 2016年2月28日  | TSUTAYA O-Crest | ONIGAWARA、寺嶋由芙、DJダイノジ |
| Vol.2                                     | 2016年2月28日  | TSUTAYA O-Crest | ミソッカス、Party Rockets GT、DJダイノジ |
| Vol.3                                     | 2016年8月10日  | TSUTAYA O-Crest | BELLRING少女ハート、最終少女ひかさ、DJダイノジ |
| Vol.4                                     | 2016年9月14日  | TSUTAYA O-nest  | ONIGAWARA、わーすた、DJダイノジ |
| Vol.5                                     | 2017年7月13日  | TSUTAYA O-nest  | 鶴、愛乙女☆DOLL、DJダイノジ |
| @JAM MEETS〜オールナイトスペシャル〜      | 2019年8月9日   | CLUB CITTA'     | CHERRSEE、Chu-Z、DEAR KISS、転校少女*、TONEAYU、FES☆TIVE、predia、MIGMA SHELTER、lyrical school、赤の流星、クマリデパート、ZOC、DJダイノジ |
| @JAM MEETS〜オールナイトスペシャル〜vol.2 | 2020年2月7日   | CLUB CITTA'     | アップアップガールズ（仮）、あゆみくりかまき、煌めき☆アンフォレント、DEAR KISS、椎名ひかり、転校少女*、東京パフォーマンスドール、バンドじゃないもん!MAXX NAKAYOSHI、FES☆TIVE、Malcolm Mask McLaren、MIGMA SHELTER、愛乙女☆DOLL、ゑんら、MIC RAW RUGA(laboratory)、DJダイノジ         |
| @JAM MEETS〜オールナイトスペシャル〜vol.3 | 2022年2月10日  | CLUB CITTA'     | ウイバナ（ex.We=MUKASHIBANASHI）、ゑんら、THE ORCHESTRA TOKYO、クマリデパート、SANDAL TELEPHONE、Symdolick、SAISON、DEAR KISS、二丁目の魁カミングアウト、POPPiNG EMO、MIGMA SHELTER、愛乙女☆DOLL、alma、DJダイノジ                                                                   |
| @JAM MEETS〜オールナイトスペシャル〜vol.4 | 2022年6月17日  | CLUB CITTA'     | アップアップガールズ（2）、ウイバナ、THE ORCHESTRA TOKYO、SAISON、DEAR KISS、NightOwl、二丁目の魁カミングアウト、Finally、FES☆TIVE、PRSMIN、MIGMA SHELTER、メイビーME、alma、DJ ダイノジ                                                                                             |
| @JAM MEETS〜オールナイトスペシャル〜vol.5 | 2022年9月2日   | CLUB CITTA'     | アンスリューム、ウイバナ、KissBee、Gran☆Ciel、SANDAL TELEPHONE、situasion、CYNHN、SAISON、二丁目の魁カミングアウト、BELLRING少女ハート '22、MyDearDarlin'、メイビーME、alma（オープニングアクト）、DJダイノジ（ナビゲートDJ）                                                        |
| @JAM MEETS〜オールナイトスペシャル〜vol.6 | 2022年11月25日 | CLUB CITTA'     | アップアップガールズ（仮）、アップアップガールズ（2）、elsy、KissBee、キングサリ、Gran☆Ciel、さよならステイチューン、situasion、Pimm's、BELLRING少女ハート '22、メイビーME、愛乙女☆DOLL、白夜のカフカ（OA）、DJダイノジ（ナビゲートDJ）                                              |
| @JAM MEETS〜オールナイトスペシャル〜vol.7 | 2023年2月10日  | CLUB CITTA'     | アップアップガールズ（仮）、アンスリューム、KissBee、Symdolick、STAiNY、手羽先センセーション、NightOwl、PRSMIN、BOCCHI。、MyDearDarlin'、MIGMA SHELTER、メイビーME、DJダイノジ（ナビゲートDJ）、Chick-flick（オープニングアクト）                                                    |
| @JAM MEETS〜オールナイトライブ〜 vol.8    | 2023年6月2日   | CLUB CITTA'     | カイジューバイミー、KissBee、キングサリ、Gran☆Ciel、SW!CH、Sweet Alley、彗星♩dropTune°、DREAMING MONSTER、二丁目の魁カミングアウト、HelloYouth、Finger Runs、PRSMIN、DJダイノジ（ナビゲートDJ）、全力 x マラソン！（OA）                                                             |
| @JAM MEETS〜オールナイトライブ〜 vol.9    | 2023年8月18日  | CLUB CITTA'     | THE ORCHESTRA TOKYO、KissBee、Gran☆Ciel、STAiNY、NightOwl、にっぽんワチャチャ、ネコプラpixx.、PinkySpice、BOCCHI。、メイビーME、Loulouchouchou、谷藤海咲（DJ）、DJダイノジ（ナビゲートDJ）、zanka（OA）                                                                              |
| @JAM MEETS〜オールナイトライブ〜 vol.10   | 2023年11月17日 | CLUB CITTA'     | アンスリューム、カイジューバイミー、カラフルスクリーム、KissBee、GANGDEMIC、Gran☆Ciel、situasion、Sweet Alley、輝星★Cosμ'n.、虹色の飛行少女、メイビーME、われらがプワプワプーワプワ、DJダイノジ（ナビゲートDJ）、おちゃメンタル☆パーティー（OA）                                     |
| @JAM MEETS〜オールナイトライブ〜 vol.11   | 2024年2月16日  | CLUB CITTA'     | I’mew（あいみゅう）、アップアップガールズ（仮）、泡沫パーティーズ、KissBee、さとりモンスター、SANDAL TELEPHONE、JAPANARIZM、純情のアフィリア、Sweet Alley、STAiNY、SOMOSOMO、メイビーME、DJダイノジ（ナビゲートDJ）、♮リアスクライブ                                                 |
| @JAM MEETS〜オールナイトライブ〜 vol.12   | 2024年6月28日  | CLUB CITTA'     | I MY ME MINE、アップアップガールズ（2）、UPローチ、Ange☆Reve、GANGDEMIC、Sweet Alley、SW!CH、Chu-Z、点染テンセイ少女。、トキヲイキル、虹色の飛行少女、二丁目の魁カミングアウト、DJダイノジ（ナビゲートDJ）、24emotions（OA）                                                         |
| @JAM MEETS〜オールナイトライブ〜 vol.13   | 2024年8月16日  | CLUB CITTA'     | I’mew（あいみゅう）、Untitled、UNBS、ウイバナ、KissBee、SANDAL TELEPHONE、JAPANARIZM、純情のアフィリア、SAISON、戦国アニマル極楽浄土、ネコプラpixx.、PrincessGarden-姫庭-、DJダイノジ（ナビゲートDJ）、強くてニューゲーム。（OA）                                                    |
| @JAM MEETS〜オールナイトライブ〜 vol.14   | 2024年11月8日  | CLUB CITTA'     | I MY ME MINE/アップアップガールズ（仮）/alma/Symdolick/SOMOSOMO/虹色の飛行少女/Finger Runs/Finally/BOCCHI。/メイビーME/LIT MOON/RiNCENT♯/DJダイノジ・大谷（ナビゲートDJ）／airattic（OA）                                                                                            |
| @JAM MEETS〜オールナイトライブ〜 vol.15   | 2025年2月15日  | CLUB CITTA'     | I'mew（あいみゅう）、アップアップガールズ（2）、KissBee、じゅじゅ、SW!CH、STAiNY、すてねこキャッツ、スパンコールグッドタイムズ、点染テンセイ少女。、DREAMING MONSTER、二丁目の魁カミングアウト、BELLRING少女ハート、DJダイノジ・大谷（ナビゲートDJ）、世ノ果テデ人形ハ唯哂フ。（OA） |

### @JAM MEN
メンズユニットによるオムニバスライブシリーズ。原則毎月第3土曜日に開催。
| 公演概要                                   | 公演概要             | 公演概要                 | 公演概要 |
| 公演名称                                   | 公演日               | 会場                     | 出演 |
| ------------------------------------------ | -------------------- | ------------------------ | --- |
| @JAM MEN 2018                              | 2018年10月18日       | Zepp DiverCity (TOKYO)   | XOX、さとり少年団、ザ・フーパーズ -4 roses-、*ChocoLate Bomb!!、B2takes!、BUZZ-ER.、スクランブルガム（オープニングアクト）                                                                         |
| MenDress×@JAM MEN〜2019新春Special〜       | 2019年1月14日        | マイナビBLITZ赤坂        | AXXX1S、URAGAWA PROJECT、CLOWN'S CROWN、THE BEAT GARDEN、【THE UNIVERSITY】、JG、スクランブルガム、BUZZ-ER.、BLACK IRIS、VELLE.J、LIBRE FUNTOS、AKI （イベントMC）、桐山湊斗（オープニングアクト） |
| @JAM PARTY for MEN vol.1                   | 2019年5月19日        | AKIBAカルチャーズ劇場    | BUZZ-ER.、AXXX1S、スクランブルガム、BLACK IRIS |
| @JAM PARTY for MEN vol.2                   | 2019年6月15日        | AKIBAカルチャーズ劇場    | BUZZ-ER.、BOYS AND MEN研究生東京、ま〜ちん、【UNIVERSAL BOYS】 |
| @JAM PARTY for MEN vol.3                   | 2019年7月20日        | AKIBAカルチャーズ劇場    | ael-アエル-、未来、【UNIVERSAL BOYS】、ONE BEAT DREAM |
| @JAM PARTY for MEN vol.4                   | 2019年8月17日        | AKIBAカルチャーズ劇場    | CoLoN:、Zero PLANET、BUZZ-ER.、LIBRE FUNTOS |
| @JAM PARTY for MEN vol.5                   | 2019年9月21日        | AKIBAカルチャーズ劇場    | JustC-3、スクランブルガム、FEARLESS、唯我独尊 |
| @JAM PARTY for MEN vol.6                   | 2019年10月19日       | AKIBAカルチャーズ劇場    | LIBRE FUNTOS、Vi-Stud'Z、Zero PLANET、東京力車 |
| @JAM PARTY for MEN vol.7                   | 2019年11月16日       | AKIBAカルチャーズ劇場    | ONE DAY、甘党男児Sweet&Bitter、NetsuAc、BREAK THROUGH |
| @JAM PARTY for MEN vol.8                   | 2019年12月21日       | AKIBAカルチャーズ劇場    | BUZZ-ER.、X-BORDER、Super Break Dawn、楽遊BOYS編集部MEID |
| @JAM PARTY for MEN vol.9〜新春スペシャル〜 | 2020年1月18日        | AKIBAカルチャーズ劇場    | 【1部】lol、Zero PLANET、TRYCREW BOYS、BANQUET、WhiteA |
| @JAM PARTY for MEN vol.9〜新春スペシャル〜 | 2020年1月18日        | AKIBAカルチャーズ劇場    | 【2部】lol、甘党男子、9bic、Star☆Prince、BLACK IRIS |
| @JAM PARTY for MEN vol.10                  | 2020年2月15日        | AKIBAカルチャーズ劇場    | CoLoN:、JustC-3、NetsuAc、FACTORY |
| @JAM PARTY for MEN vol.11                  | 2020年3月21日 (中止) | AKIBAカルチャーズ劇場    | TRYZERO、WIN=W1N、TRYCREW BOYS、フレフレ男子 |
| @JAM PARTY for MEN vol.12                  | 2020年7月18日        | AKIBAカルチャーズ劇場    | BUZZ-ER.、田中彪、TRYCREW BOYS |
| @JAM PARTY for MEN vol.13                  | 2020年10月17日       | AKIBAカルチャーズ劇場    | Crimson Crat Clan、TCB-AQUA、楽遊BOYS編集部MEID、Re:sum |
| @JAM PARTY for MEN vol.14                  | 2021年1月16日        | AKIBAカルチャーズ劇場    | 食べさせて♡Cherry Party、ENM BOYS、BERAVE、FLS、BUZZ-ER. |
| @JAM PARTY for MEN vol.15                  | 2021年2月20日        | AKIBAカルチャーズ劇場    | Emotive、食べさせて♡Cherry Party、TRYCREW BOYS、楽遊BOYS編集部MEID、LUCK☆LIFE、Crimson Crat Clan                                                                                                   |
| @JAM PARTY for MEN vol.16                  | 2021年3月20日        | AKIBAカルチャーズ劇場    | BUZZ-ER.、Crimson Crat Clan、TRYCREW BOYS、RUSH300、少年ジャッカル（オープニングアクト） |
| @JAM PARTY for MEN vol.17                  | 2021年4月17日        | AKIBAカルチャーズ劇場    | Crimson Crat Clan、ENM BOYS、TRYCREW BOYS、Re:sum |
| @JAM PARTY for MEN vol.18                  | 2021年5月15日 (中止) | AKIBAカルチャーズ劇場    | RUSH300、Eleven Eleven、2BE1、楽遊BOYS編集部MEID、Star☆Prince |
| @JAM PARTY for MEN vol.19                  | 2021年6月19日 (中止) | AKIBAカルチャーズ劇場    | Crimson Crat Clan、WIN=W1N、Emotive、トビラ |
| @JAM MEN 2021                              | 2021年7月17日        | 品川インターシティホール | Crimson Crat Clan、ZeBRA☆STAR、BXW、BUZZ-ER.、BLACK IRIS、Re:sum、BERAVE（オープニングアクト） |
| @JAM PARTY for MEN vol.20                  | 2021年11月20日       | 横浜ブロンテ             | X-BORDER、ASAP、Cure Candy、Crimson Crat Clan、モンスターパレード、楽遊BOYS編集部MEID（オープニングアクト）                                                                                        |
| @JAM PARTY for MEN vol.21                  | 2022年2月19日        | 横浜ブロンテ             | RUSH300、AVEST、ALL IN、チャレンジャーズ、TRYCREW BOYS、BananaAngels from バナナの神様 |
| @JAM PARTY for MEN vol.22                  | 2022年5月21日        | 横浜ブロンテ             | モンスターパレード、Animal☆Collection、2BE1、28bitの世界征服、BLVCKBERRY、869 |

### @JAM CONNECT
アットジャムが縁での繋がり（CONNECT）によるライブを軸とし、＠JAMレーベル“MUSIC＠NOTE”によるショーケースLIVEや、所縁あるグループ同士のコラボイベントなど、渋谷を舞台に展開する。
| 公演概要                                                  | 公演概要      | 公演概要      | 公演概要 |
| 公演名称                                                  | 公演日        | 会場          | 出演 |
| --------------------------------------------------------- | ------------- | ------------- | --- |
| @JAM CONNECT vol.1                                        | 2023年1月15日 | Veats SHIBUYA | クマリデパート、ナナランド、MyDearDarlin'、You Never Know（@JAMナビゲーターユニット）、Devil ANTHEM.、Kolokol（ゲスト）                                                                           |
| @JAM CONNECT vol.2                                        | 2023年7月16日 | Vests SHIBUYA | session 1 アイオケ、たまプリ、点染テンセイ少女。、NoelliL、花いろは session 2 JamsCollection、虹のコンキスタドール、夏の月を夢みて（@ JAMナビゲーターユニット）                                   |
| @JAM CONNECT vol.3                                        | 2024年1月21日 |               | 1部 JamsCollection、虹のコンキスタドール、FRUITS ZIPPER、夏の月を夢みて 2部 PRSMIN、MIGMA SHELTER、Mirror,Mirror                                                                                  |
| @JAM CONNECT vol.4 〜RADO TO @JAM EXPO 2024敗者復活LIVE〜 | 2024年7月21日 | Veats SHIBUYA | 1部 ai*ai、大宮I☆DOLL、くれよんちゅ〜どく、Honey Devil、松山あおい、Re:RIPLIE、八木沙季（MC） 2部 あの歌のせい、airrow、思い出とプレゼント、かげつ、夢現シンクレティズム、RESNECT、八木沙季（MC） |

## @JAM EXPO
橋元は、TIF2013が行われた2013年7月の時点で翌2014年の開催が未定であることを聞き、その受け皿となる大規模イベントの開催を決意させた。
なお、TIFは2014年も開催されたためライバル関係となったが、TIF側とはアイドルシーンの活性化やそれぞれのイベントの役割についてといったミーティングも行ったとのこと。
「アイドルによる"国際音楽見本市"」をコンセプトとして、期間中は海外の音楽関係者や業界関係者を迎えたセミナーなども開かれる。
なお、複数のステージでライブが行われるため、他の@JAMシリーズでは行われていない並行物販は実施するが、再入場は近隣との関係もあり禁止となっている。
橋元は100組以上の出演者すべてのライブを実際に観て、出演者を選定しているとコメントしている。

### @JAM EXPO 2014
2014年元日に開催を発表。当イベントに合わせて、前山田健一（ヒャダイン）作詞・作曲によるテーマ曲「夢の砂〜a theme of @JAM〜」が作られた。相沢梨紗（でんぱ組.inc）、新井ひとみ（東京女子流）、髙橋麻里（Dorothy Little Happy）、鈴木真梨耶（Cheeky Parade）、関根梓（アップアップガールズ（仮）によるスペシャルユニット「@JAM ALLSTARS 2014」が歌唱
。
また、@JAMナビゲーターとして寺嶋由芙と髙橋麻里によるユニット「ユフ♬マリ」が『@JAM 2014』から『@JAM EXPO 2014』までの期間限定で結成された。
- 公演日：2014年8月31日
- 主催：Zeppライブエンタテインメント、テレビ朝日、エンタテインメントプラス
- 企画：@JAM EXPO 2014 実行委員会
- 制作：Zeppライブエンタテインメント、ソニー・ミュージックコミュニケーションズ
- 協賛：KYORAKU、ソフトバンクモバイル、第一興商、大正製薬、ファミリーマート、ファミマ・ドット・コム
- 協力：エフエム東京、電通、Top Yell、Pigoo、DISK GARAGE
- メディアパートナー：MTV81、J:COM、SHOWROOM
- 入場者数：約1万1000人[37]

#### 会場
横浜アリーナには、メインアリーナ以外にも付随するホールやサブアリーナ、広大なロビースペース等を利用してステージ（うち音楽ライブ用の7つは果物の名前が付けられている）が設けられた。サブアリーナの施設を利用して「ドキッ♡アイドルだらけの大運動会」が行われた。
TIFを主催するTOKYO IDOL PROJECT(TIP)による@JAM EXPO 2015の記事による会場の特徴は「すべて室内で行われるため猛暑でも快適」（TIFは屋外のステージが多く、熱中症対策が不可欠）、「コンパクトなので移動がスムーズ」（TIFはフジテレビ本社屋からフジテレビ湾岸スタジオまで約1kmの間にステージが点在する）というメリットがある一方、ロビースペースに設けられたステージは、天井高の関係で高さが抑えられることから、後方からは見えづらいというデメリットもある。
- ストロベリーステージ：メインアリーナ
- ブルーベリーステージ：2F・センテニアルホール
- パイナップルステージ：1F・新横浜 NEW SIDE BEACH!!
- キウイステージ：1F・コミュニティスペース
- ピーチステージ：2F・ロビースペース北側
- オレンジステージ：2F・ロビースペース西側
- グレープステージ：2F・ロビースペース南側
- トークステージ：2F・ロビースペース東側
- 大運動会・DJステージ：4F・サブアリーナ
- ふれあいエリア（特典会会場）：駐車場スペース、3F

#### チケット
テーマソング「夢の砂〜a theme of @JAM〜」が収録された特典CD付きの「スタンダードチケット」がストロベリーステージ内の座席の有無によって2種（スタンディング、指定）、ロイヤルBOXの個室が利用可、優先受付、一部のステージの優先入場など様々な特典が付いた「VIPチケット」、17:00よりストロベリーステージのみ入場可能な「お試しチケット」の計4種が発売された。

#### 出演者
- 二丁ハロ、鈴木美紗乃（AKIBAカルチャーズ劇場支配人） - 「出張!AKIBAカルチャーズ劇場〜アイドルはまだまだ面白くなる!〜」MC
- ハコイリ♡ムスメ - 「出張!AKIBAカルチャーズ劇場〜アイドルはまだまだ面白くなる!〜」アシスタント
- 夢眠ねむ、古川未鈴 - 「萌えろ@エンジェルちゃん」MC
- もふくちゃん、サンキュータツオ - 「妄想科学デパートAKIBANOISE」（TOKYO FM）公開収録 MC

### @JAM EXPO 2015
2015年元日に開催を発表。昨年に引き続き、@JAMナビゲーターとして、小林晏夕（東京パフォーマンスドール）、MIMORI（富永美杜、Dorothy Little Happy/callme）、溝呂木世蘭（Cheeky Parade）の3人による『@JAM 2015』から『@JAM EXPO 2015』までの期間限定ユニット「晏美蘭（あんみらん）」が結成。『TIF2015』や『IDOL NATION』にも出演を果たした。
また、「夢の砂〜a theme of @JAM〜」を歌唱するスペシャルユニット「@JAM ALLSTARS 2015」のメンバーは、天野なつ（LinQ）、岡本真依（ひめキュンフルーツ缶）、藤咲彩音（でんぱ組.inc）、村上来渚（GEM）、渡邊璃生（ベイビーレイズJAPAN）。
- 公演日：2015年8月29日
- 会場：横浜アリーナ
- 主催：Zeppライブ
- 企画：@JAM EXPO 2015 実行委員会
- 制作：Zeppライブ、ソニー・ミュージックコミュニケーションズ
- 協賛：大正製薬、タウンワーク、Dole、マイメロウォーター
- 協力：ローソンHMVエンタテイメント、SHOWROOM、CHEERZ、Pigoo、MTV81、DISK GARAGE、Tokyo Girls' Update、J:COM
- 入場者数：約1万2000人[39]

#### 会場
前年行われた運動会は観客には好評であったが運営面で混乱の原因となっていたのでとりやめ、ストロベリーステージ（メインアリーナ）とそれ以外のステージの規模の違いを埋めるため、前年運動会が行われていたサブアリーナもライブステージとする。
太字は2014年からの変更点
- ストロベリーステージ：メインアリーナ
- ブルーベリーステージ：2F・センテニアルホール
- パイナップルステージ：1F・新横浜 NEW SIDE BEACH!!
- キウイステージ：4F・サブアリーナ
- ピーチステージ：2F・ロビースペース北側
- オレンジステージ：2F・ロビースペース西側
- グレープステージ：2F・ロビースペース南側
- トークステージ：2F・ロビースペース東側
- ふれあいエリア（特典会会場）：駐車場スペース、3F

#### チケット
テーマソングが収録された特典CD付きの「スタンダードチケット」がストロベリーステージ内の座席の有無によって2種（スタンディング、指定）、および前年より特典が拡充された「スペシャルVIPチケット」の計3種が発売。

#### 出演者
- クロちゃん、ミズタマリ、あっとじゃむ君 - 「EXPO TALK」MC
- KANA（Dorothy Little Happy）、二丁ハロ - 「出張!AKIBAカルチャーズ劇場」MC
- ディア☆ - 「出張ディアステージ」
- 美月リカ - 「CHEERZ EXPO」MC
- 溝呂木世蘭、KANA、あっとじゃむ君、橋元恵一 - 「@JAM応援宣言!「@JAM THEWORLD」」MC

### @JAM×ナタリー EXPO 2016
2016年2月1日に開催を発表。前年までの会場であった横浜アリーナは一時閉鎖等の影響で使用できず、会場を幕張メッセに移すとともに、音楽ニュースサイト「音楽ナタリー」とパートナーを組み、『@JAM×ナタリー EXPO 2016』の名称で2日間開催することとなった。本年は、アイドル以外のバンドやアーティストも出演している。
同年5月21日開催の『@JAM2016』でイベント概要と本年の@JAMナビゲーター「NAH（エヌエーエイチ）」を発表。NAHのメンバーは、高見奈央（ベイビーレイズJAPAN）、脇あかり（東京パフォーマンスドール）、吉木悠佳（Party Rockets GT）。
また、「@JAM ALLSTARS 2016」のメンバーは、京佳（夢みるアドレセンス）、森詩織（PASSPO☆）、古川未鈴（でんぱ組.inc）、渡邉幸愛（SUPER☆GiRLS）、村田寛奈（9nine）。
本年はナタリー選抜ユニット「NATASHA」（ナターシャ）を結成、メンバーは湊あかね（predia）、鈴木友梨耶（Cheeky Parade）、セントチヒロ・チッチ（BiSH）、MAINA（大阪☆春夏秋冬）、吉田凜音。松隈ケンタ作の「ナターシャ」を歌唱した。
- 公演日：2016年9月24日・25日
- 会場： 幕張メッセ国際展示場9 - 11ホール
- 主催：Zeppライブ、ナターシャ
- 企画：@JAM×ナタリー EXPO 2016 実行委員会
- 制作：Zeppライブ、ソニー・ミュージックコミュニケーションズ
- 協力：ローソンHMVエンタテイメント、SHOWROOM、CHEERZ、Pigoo、Tokyo Girls' Update、キョードー東京
- 入場者数：24日 1万1900人・25日 1万2200人[43]

#### 会場
ステージ数は前年から1つ減って6ステージ+トークステージという構成となった。前年まで横浜アリーナのロビースペースに設けられ制約のあったオレンジ・グレープ・ピーチの各ステージも本年はステージサイズが拡大された。
橋元とTIP元総合プロデューサーの濵田俊也の対談では、濵田はステージ間の移動のしやすさを評価していた一方、橋元はステージ間を移動する客がステージ内容を確認しやすいように音漏れ防止のカーテンをあえて引かなかったことで、「アイドルは音がこんなに被っても許されるのか」と捉えられてしまったことを反省点として挙げている。
- ストロベリーステージ：9ホール（12,000人規模、VIPエリア、女性・お子様エリアあり）
- ブルーベリーステージ：10ホール（3,000人規模、VIPエリア、女性・お子様エリアあり）
- キウイステージ：11ホール（3,000人規模、VIPエリア、女性・お子様エリアあり）
- オレンジステージ：10ホール
- グレープステージ：10ホール
- ピーチステージ：11ホール
- トークステージ：屋外
- ふれあいエリア（特典会会場）：屋外

#### チケット
本年は、CD付きチケットとVIPチケットの2種類で、1日券と2日券が販売された。

### @JAM EXPO 2017
2017年1月3日に開催を発表。本年は横浜アリーナに会場を戻し、2日間開催となる。
本年は古川未鈴が総合司会に就任。古川は50組以上が参加するコラボレーション「EXPO Special JAM Session」の司会を担当する一方、古川自身もコラボレーションに参加する。
さらに、解散したグループや、卒業したメンバーを迎えたユニットによる「Expo Dream Stage」も行われ、Party Rockets（吉木悠佳・菊地史夏（Party Rockets GT）、渡邉幸愛（SUPER☆GiRLS）、藤田あかり（Stella☆Beats））、GALETTe（四島早紀・ののこ（DEAR KISS）、古森結衣（転校少女歌撃団））、Dorothy Little Happy（髙橋麻里（現メンバー）、白戸佳奈（2017年7月卒業）、秋元瑠海・富永美杜・早坂香美（callme））がパフォーマンスを披露した。
@JAMナビゲーターは、安藤咲桜（つりビット）、一ノ瀬みか（神宿）、阿部夢梨（SUPER☆GiRLS）の3人による「サクラノユメ。」。
「@JAM ALLSTARS 2017」のメンバーは、神崎風花（sora tob sakana）、小山ひな（神宿）、佐保明梨（アップアップガールズ（仮））、上西星来（東京パフォーマンスドール）、廣川奈々聖（わーすた）。
なお、前年結成された「NATASHA」は、本年は吉田凜音を除く4名で歌唱披露した。
- 公演日：2017年8月26日・27日
- 会場：横浜アリーナ
- 主催：@JAM EXPO 2017実行委員会
- 企画：Zeppライブ
- 制作：Zeppライブ、オデッセー
- 協力：楽天チケット、SHOWROOM、CHEERZ、Pigoo
- 入場者数：約2万人（2日間）[7]

#### 会場
太字は2015年からの変更点
- ストロベリーステージ：メインアリーナ
- ブルーベリーステージ：2F・センテニアルホール
- パイナップルステージ：1F・新横浜 NEW SIDE BEACH!!
- キウイステージ：4F・サブアリーナ
- ピーチステージ：2F・ロビースペース北側
- オレンジステージ：2F・ロビースペース西側
- グレープステージ：2F・ロビースペース南側
- トークステージ：1F・strage
- ふれあいエリア（特典会会場）：駐車場スペース、3F

#### チケット
「指定チケット」・「スタンディングチケット」・「VIP-Sチケット」・「VIP-Aチケット」の4種で、1日券と2日券が販売された。

### @JAM EXPO 2018
2018年1月3日に開催を発表。本年は寺嶋由芙が総合司会に就任。昨年総合司会を務めた古川未鈴が親善大使に就任。
@JAMナビゲーターは、鶴見萌（虹のコンキスタドール）、安藤笑（愛乙女☆DOLL→Jewel☆Ciel）、沖口優奈（マジカル・パンチライン）による「MEY（メイ）」。
「@JAM ALLSTARS 2018」のメンバーは、熊澤風花（Task have Fun）、根本凪（でんぱ組.inc）、MAINA（大阪☆春夏秋冬）、まき（あゆみくりかまき）、松下玲緒菜（まねきケチャ）。
本年は新たに主催に名を連ねた日本テレビ『超☆汐留パラダイス!』とのコラボレーションを実施。8月19日開催の『汐留ロコドル甲子園』準決勝第3試合にMEYがゲスト出演したほか、8月20日から24日までの5日間『@JAM EXPO 2018×汐パラコラボライブ』を行った。
- 公演日：2018年8月25日・26日
- 会場：横浜アリーナ
- 主催：@JAM EXPO 2018実行委員会、日本テレビ
- 企画：Zeppライブ、日本テレビ、レコチョク
- 制作：キョードー東京、オデッセー
- 協力：楽天チケット、SHOWROOM、Tokyo Girls' Update、CHEERZ、Pigoo
- 協賛：JT STUDIO akihabara、MixChannel、クレディセゾン、激レアバイト、.yell plus、LiveMe

#### 会場
本年は原則として両日出演者は最小限（総合司会の寺嶋由芙、MEYとそのメンバーの出身グループである虹のコンキスタドール、マジカル・パンチライン）にとどめる方針から、パイナップル・グレープの2ステージがなくなり5ステージ+トークステージとなった。一方、屋台エリアを追加。また、前年までストロベリーステージ（メインアリーナ）はBパターン（横使い）だったが、本年よりAパターン（縦使い）に変更された。
太字は2017年からの変更点
- ストロベリーステージ：メインアリーナ
- ブルーベリーステージ：2F・センテニアルホール
- キウイステージ：4F・サブアリーナ
- ピーチステージ：2F・ロビースペース東側
- オレンジステージ：2F・ロビースペース西側
- トークステージ：2F・ロビースペース南側
- ふれあいエリア（特典会会場）：3F
- 屋台エリア：駐車場スペース

#### チケット
「指定チケット」・「スタンディングチケット」・「オリジナルTシャツ&アフターイベント付チケット(先行販売のみ)指定席チケット」・「オリジナルTシャツ&アフターイベント付チケット(先行販売のみ)スタンディングチケット」・「VIP-Sチケット」・「VIP-Aチケット」の6種で、1日券と2日券が販売された。

### @JAM EXPO 2019
2019年1月3日に開催を発表。本年は高見奈央、森詩織が総合司会に就任。昨年に引き続き古川未鈴（でんぱ組.inc）が親善大使に就任。
@JAMナビゲーターは、塩川莉世（転校少女*）、来栖りん（26時のマスカレイド）、白岡今日花（Task have Fun）による「R2K」。
「@JAM ALLSTARS 2019」のメンバーは、奥津マリリ（フィロソフィーのダンス）、吉川友、成瀬瑛美（でんぱ組.inc）、ぺいにゃむにゃむ（二丁目の魁カミングアウト）、まえだゆう（predia）。
- 公演日：2019年8月24日・25日
- 会場：横浜アリーナ
- 主催：@JAM EXPO 2019実行委員会、日本テレビ
- 企画：Zeppライブ、日本テレビ、レコチョク
- 制作：キョードー東京、TOWER RECORDS
- 協力：楽天チケット、SHOWROOM、Tokyo Girls' Update、CHEERZ、Pigoo、leadi
- 協賛：MixChannel、LIVE DAM STADIUM
- 入場者数：約2万5000人（2日間）[53]

#### 会場
太字は2018年からの変更点
- ストロベリーステージ：メインアリーナ
- ブルーベリーステージ：2F・センテニアルホール
- キウイステージ：4F・サブアリーナ
- ピーチステージ：2F・ロビースペース東側
- オレンジステージ：2F・ロビースペース西側
- トークステージ：2F・ロビースペース南側
- ふれあいエリア（特典会会場）：3F、2F・ロビースペース北側
- 屋台エリア：駐車場スペース

#### チケット
「指定チケット」・「スタンディングチケット」・「オリジナルＴシャツ&限定特別番組＆クーポン付チケット(先行販売のみ)指定席チケット」・「オリジナルTシャツ&限定特別番組&クーポン付チケット(先行販売のみ)スタンディングチケット」・「VIP-Sチケット」・「VIP-Aチケット」・「高見奈央・森詩織 総合司会記念企画
一般プレス&バリューチケット」の7種で、1日券と2日券が販売された。

### @JAM EXPO 2020（延期）
2020年1月3日に開催を発表。本年は『ヲタJAM』から10年、および『TOKYO IDOL FESTIVAL』が10月開催となることから、過去最大の3日間開催（2020年8月28日 - 30日、横浜アリーナ）を予定していたが、新型コロナウイルス感染症の影響により開催を2021年に延期。8月29日・30日には、代替イベントとして、配信サーキットフェス『@JAM ONLINE FESTIVAL 2020』を開催することとなった。
本年は@JAMナビゲーターとして「るかりな」（土光瑠璃子（FES☆TIVE）、的場華鈴（虹のコンキスタドール）、樋口なづな（SUPER GiRLS））「S.T.O」（里仲菜月（Task have Fun）、竹腰くるみ（Devil ANTHEM.）、小野寺梓（真っ白なキャンバス））の2組を選定。オンラインリリースイベントや『@JAM ONLINE FESTIVAL 2020』でお披露目された。

### @JAM EXPO 2020-2021
2020年8月30日に開催を発表。本年は高橋麻里、高見奈央、森詩織が総合司会に就任。昨年に引き続き古川未鈴（でんぱ組.inc）が親善大使に就任。
@JAMナビゲーターは、楓フウカ（クマリデパート）、森みはる（26時のマスカレイド）、熊澤風花（Task have Fun）による「FMF」。
「@JAM ALLSTARS 2021」のメンバーは、青葉ひなり（FES☆TIVE）、石塚汐花（アイドルカレッジ）、江嶋綾恵梨（26時のマスカレイド）、鹿目凛（でんぱ組.inc）、清水理子（虹のコンキスタドール） → 藤咲彩音（でんぱ組.inc）。
- 公演日：2021年8月27日 - 29日
- 会場：横浜アリーナ
- 主催：@JAM EXPO 2021実行委員会、日本テレビ
- 企画：LIVE EXSAM、日本テレビ、Eggs
- 制作：キョードー東京、TOWER RECORDS

### @JAM EXPO 2022
2022年1月3日に開催を発表。本年は高見奈央・EON・沢口けいこが総合司会に就任。峯岸みなみが親善大使に就任。
@JAMナビゲーターは、峰島こまき（ナナランド）、優雨ナコ（クマリデパート）、咲真ゆか（MyDearDarlin'）による「You Never Know」。
「@JAM ALLSTARS 2022」のメンバーは、朝比奈れい（Appare!）、鍛治島彩（アップアップガールズ（2））、川瀬あやめ（ukka）、早桜ニコ（クマリデパート）、清水理子（虹のコンキスタドール）の5人が選ばれた。。
- 公演日：2022年8月26日 - 28日
- 会場：横浜アリーナ
- 主催：@JAM EXPO 2022実行委員会
- 企画：LIVE EXSAM、日本テレビ
- 制作：キョードー東京、TOWER RECORDS

### @JAM EXPO 2023 supported by UP-T
2023年4月3日に開催を発表。UP-Tが特別協賛社となり、イベント名称も「@JAM EXPO 2023 supported by UP-T」となった。また、須田亜香里が親善大使に就任。出演数は約200組以上。
@JAMナビゲーターは、岡田彩夢（虹のコンキスタドール）、仲川瑠夏（FRUITS ZIPPER）、津代美月（JamsCollection）による「夏の月を夢見て」。
- 公演日:2023年8月26日-27日
- 会場:横浜アリーナ
- 主催:@JAM EXPO 2023実行委員会
- 特別協賛:オリジナルTシャツ作成「UP-T」
- 企画/制作:ライブエグザム
- 協力:楽天チケット
- 制作/運営:キョードー東京/ TOWER RECORDS

### @JAM EXPO 2024 supported by UP-T
2024年5月13日に開催を発表。前年同様、UP-Tが特別協賛社となり、イベント名称も「@JAM EXPO 2024 supported by UP-T」となった。親善大使は前年同様、須田亜香里。参加数は230組。
- 公演日:2024年9月13日-16日
- 会場:横浜アリーナ
- 主催:@JAM EXPO 2024実行委員会
- 特別協賛:オリジナルTシャツ作成「UP-T」
- 企画/制作:ライブエグザム
- 協力:楽天チケット
- 制作/運営:キョードー東京/ TOWER RECORDS

### @JAM EXPO 2025
2025年1月2日に開催を発表。
- 公演日：2025年8月30日-31日
- 会場:横浜アリーナ
- 主催:@JAM EXPO 2025実行委員会
- 企画/制作:ライブエグザム
- 協力:楽天チケット

## 関連イベント

### QUATTRO MIRAGE vs @JAM
CLUB QUATTROとタワーレコードによる「ありそうでなかった意外な組み合わせ」の対バンイベント『QUATTRO MIRAGE』と@JAMがタッグを組み、バンドvsアイドルという組み合わせで、渋谷CLUB QUATTROで2014年2月下旬から3月上旬にかけて8公演が行われた。
| 公演概要                     | 公演概要      | 公演概要                                 |
| 公演名称                     | 公演日        | 出演                                     |
| ---------------------------- | ------------- | ---------------------------------------- |
| QUATTRO MIRAGE vs @JAM Vol.1 | 2014年2月24日 | ねごと vs Dorothy Little Happy           |
| QUATTRO MIRAGE vs @JAM Vol.1 | 2014年2月25日 | 赤い公園 vs アップアップガールズ（仮）   |
| QUATTRO MIRAGE vs @JAM Vol.1 | 2014年2月26日 | cinema staff vs BiS                      |
| QUATTRO MIRAGE vs @JAM Vol.1 | 2014年2月27日 | 忘れらんねえよ vs ひめキュンフルーツ缶   |
| QUATTRO MIRAGE vs @JAM Vol.1 | 2014年3月3日  | 髭 vs BELLRING少女ハート                 |
| QUATTRO MIRAGE vs @JAM Vol.1 | 2014年3月4日  | アルカラ vs ベイビーレイズ               |
| QUATTRO MIRAGE vs @JAM Vol.1 | 2014年3月5日  | グッドモーニングアメリカ vs でんぱ組.inc |
| QUATTRO MIRAGE vs @JAM Vol.1 | 2014年3月6日  | SPYAIR vs Cheeky Parade                  |

### DOUBLE COLOR
@JAMとタワーレコード、Pigoo、GiRLPOP、オデッセーにより、新宿BLAZEで2014年4月から隔月開催された2マンライブ。
| 公演概要                                           | 公演概要       | 公演概要                                             |
| 公演名称                                           | 公演日         | 出演                                                 |
| -------------------------------------------------- | -------------- | ---------------------------------------------------- |
| DOUBLE COLOR session1                              | 2014年4月24日  | アップアップガールズ（仮）、東京女子流               |
| DOUBLE COLOR session2                              | 2014年6月19日  | Dorothy Little Happy、ベイビーレイズ                 |
| DOUBLE COLOR session3 〜＠JAM EXPO直前スペシャル〜 | 2014年8月21日  | Party Rockets、DIANNA☆SWEET                          |
| DOUBLE COLOR session4                              | 2014年10月23日 | Cheeky Parade、THE ポッシボー                        |
| DOUBLE COLOR session5                              | 2014年12月17日 | アップアップガールズ（仮）、妄想キャリブレーション   |
| DOUBLE COLOR session6                              | 2015年2月18日  | LinQ、夢みるアドレセンス                             |
| DOUBLE COLOR session7                              | 2015年6月25日  | 乙女新党、東京パフォーマンスドール、晏美蘭（ゲスト） |
| DOUBLE COLOR session8 ～＠JAM EXPO直前スペシャル～ | 2015年8月20日  | アイドルネッサンス、drop、わーすた                   |
| DOUBLE COLOR session9                              | 2015年10月22日 | Dorothy Little Happy、lyrical school                 |
| DOUBLE COLOR session10                             | 2015年12月15日 | PASSPO☆、風男塾                                      |
| DOUBLE COLOR session11                             | 2016年2月18日  | アイドルネッサンス、カントリー・ガールズ             |
| DOUBLE COLOR session12 by Good Vibrations CROWS    | 2016年4月21日  | アップアップガールズ（仮）、BELLRING少女ハート       |

### @JAM THE WORLD 春のジャムまつり!
SHOWROOMで配信されている『@JAM応援宣言! @JAM THE WORLD』の公開イベント。
| 公演概要                             | 公演概要             | 公演概要      | 公演概要 |
| 公演名称                             | 公演日               | 会場          | 出演 |
| ------------------------------------ | -------------------- | ------------- | --- |
| @JAM THE WORLD 春のジャムまつり!     | 2015年3月29日        | 新宿BLAZE     | アイドルネッサンス、アップアップガールズ（仮）、GALETTe*、Cheeky Parade、drop、Party Rockets、Luce Twinkle Wink☆ 「@JAM THE WORLD」レギュラー：あっとじゃむ君、溝呂木世蘭（Cheeky Parade）、橋元恵一 |
| @JAM THE WORLD 春のジャムまつり!2016 | 2016年4月3日         | 新宿ReNY      | 乙女新党、Party Rockets GT、Fullfull☆Pocket、アイドルネッサンス、神宿、Cheeky Parade、DIANNA☆SWEET、チョコレートストーリィズ（オープニングアクト） 「@JAM THE WORLD」レギュラー：あっとじゃむ君、溝呂木世蘭（Cheeky Parade）、橋元恵一 |
| @JAM THE WORLD 春のジャムまつり!2017 | 2017年4月1日         | 新宿ReNY      | 神宿、Cheeky Parade、転校少女歌撃団、Party Rockets GT、Fullfull☆Pocket、アイドルネッサンス（1部のみ出演）、AIS-All Idol Songs-、Ruka(from SUPER☆GiRLS) MC：あっとじゃむ君、溝呂木世蘭（Cheeky Parade）、橋元恵一 |
| @JAM THE WORLD 春のジャムまつり!2018 | 2018年4月15日        | 新宿ReNY      | Ange☆Reve、SUPER☆GiRLS 3期メンバー、転校少女歌撃団、つりビット、Party Rockets GT、ベボガ!（1部のみ出演）、Fullfull Pocket（1部のみ出演）、アイドルカレッジ（2部のみ出演）、虹のコンキスタドール（2部のみ出演） MC：内村莉彩（SUPER☆GiRLS）、スベリー・マーキュリー、橋元恵一 |
| @JAM THE WORLD 春のジャムまつり!2019 | 2019年4月13日        | 新宿BLAZE     | 天晴れ!原宿、アップアップガールズ（仮）、SUPER☆GiRLS、転校少女*、Uijin、CROWN POP（1部のみ出演）、クマリデパート（1部のみ出演）、Fullfull Pocket（2部のみ出演）、アップアップガールズ（2）（2部のみ出演）、Jewel☆Ciel（2部のみ出演） MC：石丸千賀（SUPER☆GiRLS）、スベリー杉田、橋元恵一 |
| @JAM THE WORLD 春のジャムまつり!2020 | 2020年4月11日 (中止) | 新宿ReNY      | SUPER☆GiRLS、 クマリデパート（1部のみ出演）、CROWN POP（1部のみ出演）、Jewel☆Ciel（1部のみ出演）、転校少女*（1部のみ出演）、虹のコンキスタドール（1部のみ出演）、まねきケチャ（1部のみ出演）、アップアップガールズ（2）（2部のみ出演）、Ange☆Reve（2部のみ出演）、26時のマスカレイド（2部のみ出演）、FES☆TIVE（2部のみ出演）、マジカル・パンチライン（2部のみ出演）、Lily of the valley（2部のみ出演） MC：石丸千賀（SUPER☆GiRLS）、スベリー杉田、橋元恵一 |
| @JAM THE WORLD 秋のジャムまつり!2020 | 2020年11月29日       | 新宿ReNY      | CROWN POP（1部のみ出演）、Jewel☆Ciel（1部のみ出演）、転校少女*（1部のみ出演）、まねきケチャ（1部のみ出演）、Lily of the valley（1部のみ出演）、Jumping Kiss（1部オープニングアクト出演）、アップアップガールズ（2）（2部のみ出演）、Ange☆Reve（2部のみ出演）、WILL-O'（2部のみ出演）、クマリデパート（2部のみ出演）、26時のマスカレイド（2部のみ出演）、B.O.L.T（2部のみ出演）、We=MUKASHIBANASHI（2部オープニングアクト出演） MC：スベリー杉田、橋元恵一  |
| @JAM THE WORLD 秋のジャムまつり!2021 | 2021年4月24日        | 新宿BLAZE     | クマリデパート（1部のみ出演）、CROWN POP（1部のみ出演）、Devil ANTHEM.（1部のみ出演）、ナナランド（1部のみ出演）、Lily of the valley（1部のみ出演）、clara（1部オープニングアクト出演）アップアップガールズ（2）（2部のみ出演）、Gran☆Ciel（2部のみ出演）、虹のコンキスタドール（2部のみ出演）、B.O.L.T（2部のみ出演）、MyDearDarlin'（2部のみ出演）、uncyclo（2部オープニングアクト出演） MC：大和明桜（虹のコンキスタドール）、スベリー杉田、橋元恵一    |
| @JAM THE WORLD 春のジャムまつり!2022 | 2022年4月23日        | 新宿BLAZE     | AMEFURASSHI、JamsCollection、#2i2、Peel the Apple、MIGMA SHELTER、アップアップガールズ（2）、クマリデパート、CROWN POP、Gran☆Ciel、MyDearDarlin’ MC：大和明桜（虹のコンキスタドール）、スベリー杉田、橋元恵一 |
| @JAM THE WORLD 春のジャムまつり!2023 | 2023年4月22日        | 新宿BLAZE     | Peel the Apple、かすみ草とステラ、Gran☆Ciel、MyDearDarlin'、アンスリューム 、アップアップガールズ（2）、STAiNY、♯2i2、Appare!、虹のコンキスタドール |
| @JAM THE WORLD 春のジャムまつり!2024 | 2024年4月21日        | 新宿BLAZE     | Appare!、Gran☆Ciel、JamsCollection、Task have Fun、夜光性アミューズ、かすみ草とステラ、カラフルスクリーム、クマリデパート、ナナランド、MyDearDarlin' |
| @JAM THE WORLD 春のジャムまつり!2025 | 2025年4月20日        | 池袋harevutai | UtaGe!、かすみ草とステラ、STAiNY、太陽と踊れ月夜に唄え、メイビーME、RiNCENT♯、Gran☆Ciel、群青の世界、さよならステイチューン、SW!CH、手羽先センセーション、MyDearDarlin' |

### TOKYO IDOL PROJECT × @JAM ニューイヤープレミアムパーティー
「昨年最も輝いたアイドルたちの"プレミアムな新年会"」をコンセプトに、お台場（Zepp DiverCity (TOKYO)・Zepp Tokyo・フジテレビ関連施設など）で開催しているイベント。TOKYO IDOL PROJECTと@JAMが共同で主催している。
| 公演概要                                                       | 公演概要     | 公演概要 |
| 公演名称                                                       | 公演日       | 出演 |
| -------------------------------------------------------------- | ------------ | --- |
| TOKYO IDOL PROJECT × @JAM ニューイヤープレミアムパーティー2017 | 2017年1月2日 | アイドルカレッジ、アップアップガールズ（仮）、大阪☆春夏秋冬、神宿、callme、GEM、sora tob sakana、Cheeky Parade、東京パフォーマンスドール、Party Rockets GT、PASSPO☆、PiiiiiiiN、BiS、BiSH、ひめキュンフルーツ缶、ベイビーレイズJAPAN、妄想キャリブレーション、夢みるアドレセンス、愛乙女☆DOLL、lyrical school 晏美蘭（コラボステージ）、NAH（コラボステージ）、NATASHA（コラボステージ）、Ange☆Reve（きみだけLIVEステージ）、煌めき☆アンフォレント（きみだけLIVEステージ）、じぇるの!（きみだけLIVEステージ）、Chu☆Oh!Dolly（きみだけLIVEステージ）、dela（きみだけLIVEステージ）、DREAMING MONSTER（きみだけLIVEステージ）、ベボガ!（虹のコンキスタドール黄組）（きみだけLIVEステージ）、転校少女歌撃団（きみだけLIVEステージ・アシスタント巫女）、Menkoiガールズ（書き初め） |
| TOKYO IDOL PROJECT × @JAM ニューイヤープレミアムパーティー2017 | 2017年1月3日 | アイドルネッサンス、アキシブproject、あゆみくりかまき、AKB48 Team 8、SUPER☆GiRLS、チャオ ベッラ チンクエッティ、つりビット、Dorothy Little Happy、虹のコンキスタドール、PassCode、バンドじゃないもん!、FES☆TIVE、風男塾、predia、HELLRING乙女パート、マジカル・パンチライン、まねきケチャ、ゆるめるモ!、LinQ、わーすた 全力少女R（DMM.yellステージ）、Purpure☆（DMM.yellステージ）、ベボガ!（虹のコンキスタドール黄組）（DMM.yellステージ）、桃色革命（DMM.yellステージ）、神宿（アシスタント巫女） |
| TOKYO IDOL PROJECT × @JAM ニューイヤープレミアムパーティー2018 | 2018年1月2日 | アイドルカレッジ、アイドルネッサンス、アキシブproject、アップアップガールズ（仮）、大阪☆春夏秋冬、神宿、GANG PARADE、callme、SUPER☆GiRLS、3B junior、There There Theres、sora tob sakana、つりビット、転校少女歌撃団、東京パフォーマンスドール、PASSPO☆、BiS、predia、マジカル・パンチライン、夢みるアドレセンス 緑だってはじけ隊（GREEN IDOL STAGE）、アイロボプラスいたずらマイク（lopi・lopiステージ）、Flower Notes（lopi・lopiステージ）、アップアップガールズ（2）（ゲーム大会MC）、ベボガ!（虹のコンキスタドール黄組）（アシスタント巫女） |
| TOKYO IDOL PROJECT × @JAM ニューイヤープレミアムパーティー2018 | 2018年1月3日 | あゆみくりかまき、Ange☆Reve、GEM、Task have Fun、Cheeky Parade、でんぱ組.inc、虹のコンキスタドール、26時のマスカレイド、バンドじゃないもん!、フィロソフィーのダンス、FES☆TIVE、まねきケチャ、Maison book girl、妄想キャリブレーション、ゆるめるモ!、愛乙女☆DOLL、LinQ、わーすた OS☆U（.yell plusステージ）、鈴音ひとみ（.yell plusステージ）、ティーンズ☆ヘブン（.yell plusステージ）、桃色革命（.yell plusステージ）、Jewel☆Neige（lopi・lopiステージ）、Chu☆Oh!Dolly（lopi・lopiステージ）、古川未鈴（でんぱ組.inc）（ゲーム大会MC）、on and Go!（アシスタント巫女） |
| TOKYO IDOL PROJECT × @JAM ニューイヤープレミアムパーティー2019 | 2019年1月2日 | アキシブproject、アップアップガールズ（仮）、amiinA、アメフラっシ、あゆみくりかまき、Ange☆Reve、=LOVE、AKB48 Team 8、神宿、煌めき☆アンフォレント、CROWN POP、桜エビ〜ず、絶対直球女子!プレイボールズ、Chu-Z、東京パフォーマンスドール、虹のコンキスタドール、26時のマスカレイド、FES☆TIVE、マジカル・パンチライン、monogatari、ラストアイドル、愛乙女☆DOLL、ロッカジャポニカ、我儘ラキア Menkoiガールズ（オープニングアクト）、一撃必殺☆ぬこミミ族（青SHUN学園）（mystaステージ）、OBP（mystaステージ）、黒猫は星と踊る（mystaステージ）、鈴音ひとみ（mystaステージ）、BANZAI JAPAN （lopi・lopiステージ）、桃色革命（lopi・lopiステージ）、アップアップガールズ（2）（縁日むすめ）、PiXMiX（アシスタント巫女） |
| TOKYO IDOL PROJECT × @JAM ニューイヤープレミアムパーティー2019 | 2019年1月3日 | アイドルカレッジ、天晴れ!原宿、uijin、NGT48、大阪☆春夏秋冬、CY8ER、THERE THERE THERES、sora tob sakana、たこやきレインボー、Task have Fun、つりビット、転校少女*、ナナランド、なんキニ!、二丁目の魁カミングアウト、NEO JAPONISM、バンドじゃないもん!MAXX NAKAYOSHI、Pimm's、フィロソフィーのダンス、predia、まねきケチャ、Maison book girl、ゆるめるモ! 鈴音ひとみ（.yell plusステージ）、空野青空（.yell plusステージ）、Purpure☆N.E.O（.yell plusステージ）、星乃ちろる（.yell plusステージ）、ニコニコ♡LOVERS（lopi・lopiステージ）、Lily of the valley（lopi・lopiステージ）、クマリデパート（縁日むすめ）、Jewel☆Ciel（アシスタント巫女） |
| TOKYO IDOL PROJECT × @JAM ニューイヤープレミアムパーティー2020 | 2020年1月2日 | アキシブproject、天晴れ！原宿、アップアップガールズ(仮)、アップアップガールズ(2)、ukka、AKB48 Team 8、CY8ER、tipToe.、Devil ANTHEM.、東京パフォーマンスドール、虹のコンキスタドール、26時のマスカレイド、二丁目の魁カミングアウト、フィロソフィーのダンス、FES☆TIVE、BLACKNAZARENE、predia、マジカル・パンチライン、真っ白なキャンバス、monogatari、ラストアイドル、新井ひとみ 、WILL-O’、クマリデパート、東京女子流、夢みるアドレセンス Menkoiガールズ（オープニングアクト）、The High Roller（じゃんけんの乱優勝者ステージ）、未完成リップスパークル（じゃんけんの乱優勝者ステージ）、SPRISE-スプライズ-（lopi・lopiステージ）、ニコニコ♡LOVERS（lopi・lopiステージ）、黒猫は星と踊る（ミクチャステージ）、PinkySpice（ミクチャステージ）、LOVEReS（ミクチャステージ）、ピコピコ☆レボリューション（ミクチャステージ）、鈴音ひとみ（ミクチャステージ）、なんキニ!（縁日むすめ）、アップアップガールズ(プロレス)（縁日むすめ）、Lily of the valley（アシスタント巫女） |
| TOKYO IDOL PROJECT × @JAM ニューイヤープレミアムパーティー2020 | 2020年1月3日 | アイドルカレッジ、Ange☆Reve、AKB48 フレッシュ選抜、大阪☆春夏秋冬、神宿、Jewel☆Ciel、神使轟く、激情の如く。、sora tob sakana、Task have Fun、Chu-Z、転校少女*、22/7、ナナランド、≠ME、Party Rockets GT、バンドじゃないもん！MAXX NAKAYOSHI、Pimm's、BenjaminJasmine、まねきケチャ、眉村ちあき、愛乙女☆DOLL、lyrical school、B.O.L.T、MIGMA SHELTER、わーすた GEMS COMPANY（オープニングアクト）、ゑんら（じゃんけんの乱優勝者ステージ）、青SHUN学園（じゃんけんの乱優勝者ステージ）、純粋カフェ・ラッテ（lopi・lopiステージ）、BANZAI JAPAN（lopi・lopiステージ）、全力少女R（縁日むすめ）、chuLa（縁日むすめ）、手羽先センセーション（アシスタント巫女） |
| TOKYO IDOL PROJECT × @JAM ニューイヤープレミアムパーティー2021 | 2021年1月2日 | アイドルカレッジ、Appare!、アップアップガールズ(2)、WILL-O’、AKB48 Team 8、QUEENS、クマリデパート、CROWN POP、神使轟く、激情の如く。、ZOC、Task have Fun、DESURABBITS、Devil ANTHEM.、東京パフォーマンスドール、虹のコンキスタドール、バンドじゃないもん！MAXX NAKAYOSHI、Pimm's、FES☆TIVE、B.O.L.T、MyDearDarlin'、夢みるアドレセンス、Lily of the valley、わーすた、Menkoiガールズ（オープニングアクト）、九州女子翼（アシスタント巫女） |
| TOKYO IDOL PROJECT × @JAM ニューイヤープレミアムパーティー2021 | 2021年1月3日 | アップアップガールズ（仮）、新井ひとみ、Ange☆Reve、ukka、AKB48、大阪☆春夏秋冬、tipToe.、転校少女*、東京女子流、ナナランド、26時のマスカレイド、NEO JAPONISM、notall、#ババババンビ、Peel the Apple、フィロソフィーのダンス、predia、BenjaminJasmine、真っ白なキャンバス、まねきケチャ、ラストアイドル、愛乙女☆DOLL、Luce Twinkle Wink☆、開歌-かいか-（アシスタント巫女）、きゃわふるTORNADO（アシスタント巫女） |
| TOKYO IDOL PROJECT × @JAM ニューイヤープレミアムパーティー2022 | 2022年1月2日 | アイドルカレッジ、アップアップガールズ（2）、アンスリューム、AKB48（フレッシュ選抜）、九州女⼦翼、QUEENS、クマリデパート、サンダルテレフォン、JamsCollection、神使轟く、激情の如く。、シンデレラ宣⾔！、戦国アニマル極楽浄⼟、Task have Fun、Devil ANTHEM. 、NightOwl、虹のコンキスタドール、nuance、#ババババンビ、PiXMiX、FES☆TIVE、B.O.L.T、真っ⽩なキャンバス、メイビーME、夜光性アミューズ、ラストアイドル、リルネード、Ringwanderung、Luce Twinkle Wink☆、Menkoiガールズ（オープニングアクト）、月に足跡を残した6人の少女達は一体何を見たのか…（アシスタント巫女） |
| TOKYO IDOL PROJECT × @JAM ニューイヤープレミアムパーティー2022 | 2022年1月3日 | Appare!、アップアップガールズ（仮）、We=MUKASHIBANASHI、ukka、AKB48 Team 8、大阪☆春夏秋冬、CROWN POP、Gran☆Ciel、群青の世界、kolokol、チャペの泉from でんぱ組.inc、chuLa、転校少女*、でんぱ組.inc、ナナランド、#2i2、26時のマスカレイド、⼆丁⽬の魁カミングアウト、//ネコプラ//、Peel the Apple、predia、Fragrant Drive、MyDearDarlin'、マジカル・パンチライン、まねきケチャ、MIGMA SHELTER、テラス×テラス（アシスタント巫女） |
| TOKYO IDOL PROJECT × @JAM ニューイヤープレミアムパーティー2023 | 2023年1月2日 | アップアップガールズ(2)、AMEFURASSHI、it's sunny、INUWASI、AKB48フレッシュ選抜、かすみ草とステラ、可憐なアイボリー、群青の世界佐々木彩夏（ももいろクローバーZ）、JamsCollection、chuLa、Devil ANTHEM.、浪江女子発組合、二丁目の魁カミングアウト、NEO JAPONISM、#ババババンビ、Peel the Apple、fishbowl、FES☆TIVE、FRUITS ZIPPER、BELLRING少女ハート '22、B.O.L.T、MyDearDarlin'、真っ白なキャンバス、#よーよーよー、Ringwanderung、Luce Twinkle Wink☆、アシスタント巫女：Bunny La Crew、縁日むすめ：I MY ME MINE |
| TOKYO IDOL PROJECT × @JAM ニューイヤープレミアムパーティー2023 | 2023年1月3日 | オープニングアクト：Menkoiガールズ、iLiFE!、Appare!、アップアップガールズ（仮）、アンスリューム、ukka、AKB48 Team 8、THE ORCHESTRA TOKYO、カラフルスクリーム、キングサリ、クマリデパート、CROWN POP、Gran☆Ciel、C;ON、神使轟く、激情の如く。、タイトル未定、高嶺のなでしこ、Task have Fun、手羽先センセーション、ナナランド、#2i2、虹のコンキスタドール、ネコプラpixx.、マジカル・パンチライン、まねきケチャ、メイビーME、わーすた、アシスタント巫女：I’mew（あいみゅう）、縁日むすめ：I MY ME MINE |

### @JAM×アイドル横丁presents 秋葉原アイドルサーキット
| 公演概要                       | 公演概要      | 公演概要                                                                         | 公演概要 |
| 公演名称                       | 公演日        | 会場                                                                             | 出演 |
| ------------------------------ | ------------- | -------------------------------------------------------------------------------- | --- |
| 秋葉原アイドルサーキット vol.0 | 2020年11月3日 | AKIBAカルチャーズ劇場、神田明神ホール                                            | Jewel☆Ciel、ナナランド、虹のコンキスタドール、FES☆TIVE、Appare!、アップアップガールズ（仮）、転校少女*、東京パフォーマンスドール、JAPANARIZM、tipToe.、サンダルテレフォン、SW!CH |
| 秋葉原アイドルサーキット vol.1 | 2021年11月3日 | 神田明神ホール、TwinBox GARAGE、P.A.R.M.S秋葉原、バックステージpass              | I MY ME MINE、I'mew、Appare!、アップアップガールズ（仮）、アップアップガールズ（2）、UPローチ、雨模様のソラリス、アンスリューム、イケてるハーツ、INUWASI、We=MUKASHIBANASHI、泡沫パーティーズ、elsy、THE ORCHESTRA TOKYO、開歌-かいか-、キャンディzoo、きゅるりんってしてみて、煌めき☆アンフォレント、Gran☆Ciel、クロスノエシス、KRD8、上月せれな、さよならステイチューン、サンダルテレフォン、C;ON、シークレットシャノワール、Shibu3 project、JAPANARIZM、JamsCollection、Jumping Kiss、純情のアフィリア、しろもん、SW!CH、Star☆T、綺星★フィオレナード、戦国アニマル極楽浄土、chuLa、tipToe.、手羽先センセーション、転校少女*、Dolly Kiss、なんキニ!、#2i2、nuance、NELN、notall、のらりくらり、バクステ外神田一丁目、はちみつBLACK、花いろは、ハニースパイスRe.、PANDAMIC、Peel the Apple、PiXMiX、Pimm’s、FES☆TIVE、Fragrant Drive、PRSMIN、PrettyAsh、BLUU、#ペンタプリズム、MyDearDarlin'、マジカル・パンチライン、MIGMA SHELTER、メイビーME、夢みるアドレセンス、愛乙女☆DOLL、リルネード、レイドロイド、LeirA、われらがプワプワプーワプワ、ワンダーウィード天 |
| 秋葉原アイドルサーキット vol.2 | 2022年11月3日 | 神田明神ホール、P.A.R.M.S秋葉原、TwinBox AKIHABARA、TwinBox GARAGE、秋葉原ZEST   | iSPY、I MY ME MINE、I’mew、あっとせぶんてぃーん、Appare!、アップアップガールズ(仮)、アップアップガールズ(2)、UPローチ、alma、アンスリューム、ウイバナ、衛星とカラテア、erewhon、elsy、THE ORCHESTRA TOKYO、開歌-かいか-、かすみ草とステラ、カラフルスクリーム、KissBee、きみとのワンダーランド、空想キャリブレーション、クマリデパート、Gran☆Ciel、クロスノエシス、KRD8、COMIQ ON!、CALL MY NAME、SANDAL TELEPHONE、C;ON、シークレットシャノワール、situasion、Shibu3 project、Jumping Kiss、シュレーディンガーの犬、純情のアフィリア、JILLASTED、しろもん、Symdolick、SW!CH、透色ドロップ、STAiNY、STRAY SHEEP CLAYMORE、Strawberry Girls、SAISON、戦国アニマル極楽浄土、1461日のクレシドラ、高嶺のなでしこ、月に足跡を残した6人の少女達は一体何を見たのか…、手羽先センセーション、テラス×テラス、ドラマチックレコード、ナナランド、なんキニ！、ネオンレイン、notall、のらりくらり、パーティーズ、花いろは、ハニースパイスRe.、Bunny La Crew、Palette Parade、PANDAMIC、PiXMiX、1つ足りない賽は投げられた、Pimm’s、白夜のカフカ、ピュアリーモンスター、PinkySpice、fishbowl、FES☆TIVE、Fragrant Drive、FRUITS ZIPPER、Hey!Mommy!、ベンジャス!、BOCCHI。、WT☆Egret、MyDearDarlin'、Malcolm Mask McLaren、MIGMA SHELTER、未来サプライズ、メイビーME、メタモル!!!、モノクローン、夢みるアドレセンス、YORISOERU、愛乙女☆DOLL、Luce Twinkle Wink☆、ルルネージュ、われらがプワプワプーワプワ、ONE BY ONE |
| 秋葉原アイドルサーキット vol.3 | 2023年11月3日 | 神田明神ホール、P.A.R.M.S秋葉原店、TwinBox AKIHABARA、TwinBox GARAGE、秋葉原ZEST | ideal peco、アイドルカレッジ、I MY ME MINE、I’mew（あいみゅう）、Appare!、アップアップガールズ（仮）、アップアップガールズ（２）、UPローチ、雨模様のソラリス、アンスリューム、ウイバナ、衛星とカラテア、エラバレシ、elsy、THE ORCHESTRA TOKYO、おちゃメンタル☆パーティー、開歌-かいか-、かすみ草とステラ、カラフルスクリーム、可憐なアイボリー、KissBee、CANDY TUNE、きゅ〜くる、きゅるりんってしてみて、キングサリ、クマリデパート、Gran★Ciel、QUEENS、群青の世界、KRD8、さよならステイチューン、SANDAL TELEPHONE、シークレットシャノワール、疾走クレヨン、Shibu3 project、Sharply ♯×Flutter ♭、JamsCollection、Jumping Kiss、Jewel☆Mare&Rouge、純情のアフィリア、しろもん、Symdolick、SW!CH、Sweet Alley、透色ドロップ、STAiNY、すてねこキャッツ、Strawberry Girls、戦国アニマル極楽浄土、高嶺のなでしこ、Task have Fun、たまプリ、chuLa、月に足跡を残した6人の少女達は一体何を見たのか…、tipToe.、テラス×テラス、東京CuteCute、ドラマチックレコード、ナナランド、NANIMONO、なんキニ！、虹のコンキスタドール、にっぽんワチャチャ、NoelliL、notall、のらりくらり、buGG、花いろは、Bunny La Crew、Palette Parade、PANDAMIC、1つ足りない賽は投げられた、Peel the Apple、PinkySpice、FES☆TIVE、PRSMIN、Brave Mental Orchestra、Hey!Mommy!、ベンジャス！、BOCCHI。、WT☆Egret、MyDearDarlin'、MY First Bae's、MAGICAL SPEC、マジカル・パンチライン、真っ白なキャンバス、まねきケチャ、MIGMA SHELTER、未来サプライズ、Milky＊Sphene、メイビーME、夢みるアドレセンス、ラフ×ラフ、りんご娘、ルージュブック、Luce Twinkle Wink☆、ルルネージュ、わーすた、われらがプワプワプーワプワ、ワンダーウィード 天 |
| 秋葉原アイドルサーキット vol.4 | 2024年11月3日 |                                                                                  | |

### @JAM ONLINE FESTIVAL 2020
2019年コロナウイルス感染症の影響により2021年に開催を延期した@JAM EXPO 2020の代替イベントとなる配信サーキットフェス。
6会場に加えて、「@JAM ONLINE FESトークチャンネル」、@JAM EXPO 2020総合司会に就任予定だった高見奈央による「高見奈央@JAM実況チャンネル」が設けられる。
- 公演日：2020年8月29・30日
- 会場：横浜MMブロンテ、AKIBAカルチャーズ劇場、白金高輪SELENE b2、Zepp Tokyo、Zepp DiverCity(TOKYO)、Future SEVEN
- 主催：@JAM EXPO 2020実行委員会
- 企画：ライブエグザム、Eggs
- 制作：キョードー東京、TOWER RECORDS、Zi:zoo、AKIBAカルチャーズ、Leadi
- 協力：MixChannel、SHOWROOM、CHEERZ

#### 会場
- Redステージ：横浜MMブロンテ
- Blueステージ：AKIBAカルチャーズ劇場
- Yellowステージ：白金高輪SELENE b2
- Greenステージ：Zepp Tokyo
- Purpleステージ：Zepp DiverCity (TOKYO)
- Futureステージ supported by Thumva：Future SEVEN

#### チケット
- 楽天チケット×Rakuten TV：ライブ1日チケット、各ステージチケット、トーク&実況チャンネルチケット
- Hulu：ライブ1日チケット、各ステージチケット、トーク&実況チャンネルチケット（アーカイブなし）
- PIA LIVE STREAM：ライブ1日チケット、各ステージチケット、トーク&実況チャンネルチケット
- ローソンチケット（ZAIKO）：各ステージチケット（Futureステージ除く）
- Streaming+：各ステージチケット
- ミクチャ：Greenステージのみ販売（アーカイブなし）
- Thumva：Futureステージのみ販売

アーカイブはGreenステージ・Purpleステージはアーカイブ配信開始後24時間、その他のステージはアーカイブ配信開始後3日間視聴可能

#### 出演者
- スベリー杉田 - @JAM ONLINE FESトークチャンネルMC
- 高見奈央 - 高見奈央@JAM実況チャンネルMC
- ジョイマン - 29日（Green/Purple）
- ダイノジ - 30日（Green/Purple）

### 歌舞伎町UP GATE↑↑
ポップカルチャーのライブシリーズ「@JAM」とテレビ朝日が主催する「六本木アイドルフェスティバル」の企画によるイベント。
| 公演概要              | 公演概要     | 公演概要                                                                        | 公演概要 |
| 公演名称              | 公演日       | 会場                                                                            | 出演 |
| --------------------- | ------------ | ------------------------------------------------------------------------------- | --- |
| 歌舞伎町UP GATE↑↑     | 2023年5月6日 | Zepp Shinjuku(TOKYO)、新宿BLAZE、新宿LOFT、新宿MARZ、新宿WALLYほか              | iLiFE!／AKIARIM／Appare!／アップアップガールズ（仮）／アップアップガールズ（プロレス）／anew／ARCANA PROJECT／Ange☆Reve／アンスリューム／NGT48／ゑんら／美味しい曖昧／On the treat Super Season／開歌-かいか-／カイジューバイミー／かすみ草とステラ／可憐なアイボリー／功夫少女／KissBee／きのホ。／kimikara（きみから)／CANDY TUNE／GANGDEMIC／Quubi／QUEENS／クマリデパート／CROWN POP／群青の世界／KRD8／疾走クレヨン／Jumping Kiss／Jewel☆Mare／Jewel☆Rouge／シュユノトキ／しろもん／CYNHN／SUPER☆GiRLS／戦国アニマル極楽浄土／chairmans／chuLa／twinpale／月に足跡を残した6人の少女達は一体何を見たのか...／tipToe.／テラス×テラス／東京女子流／ドラマチックレコード／22/7／≒JOY／虹のコンキスタドール／NUANCE／NEO JAPONISM／NoelliL／notall／≠ME／ばっぷる／Palette Parade／1つ足りない賽は投げられた／Peel the Apple／femme fatale／fishbowl／Fragrant Drive／FRUITS ZIPPER／Brave Mental Orchestra／PureGi／BOY MEETS HARU／BOCCHI。／ポラライト／WT☆Egret／真っ白なキャンバス／MEWM／MuMo°／#Mooove!／メイビーME／夜光性アミューズ／結音 YUION／Youplus／ラフ×ラフ／LYSM／LinQ／ Ringwanderung／ルージュブック／Luce Twinkle Wink☆／ルルネージュ／RED-i／ROSARIO＋CROSS／わーすた |
| 歌舞伎町UP GATE↑↑     | 2023年5月7日 | Zepp Shinjuku(TOKYO)、新宿BLAZE、新宿LOFT、新宿MARZ、新宿WALLYほか              | アイオケ／I MY ME MINE／I’mew（あいみゅう）／Axelight／アップアップガールズ（２）／AVAM／AMEFURASSHI／it's sunny／INUWASI／ウイバナ／airattic／STU48 瀬戸内PR部隊 Season2／エラバレシ／elsy／THE ORCHESTRA TOKYO／OCHA NORMA／かかかぶぶぶききき!!!／カラフルスクリーム／神薙-時うさぎ-／神薙ラビッツ／XOXO EXTREME／きゅ〜くる／Qty／♡'s（kyuuuns）／きゅるりんってしてみて／キングサリ／グデイ／Gran☆Ciel／クロスノエシス／上月せれな／COMIQ ON！／Kolokol／SANDAL TELEPHONE／サウナアイドル【100℃の世界】／C;ON／JAPANARIZM／JamsCollection／新章 大阪☆春夏秋冬／SW!CH／透色ドロップ／STAiNY／すてねこキャッツ／Task have Fun／たまプリ／でんぱ組.inc／NightOwl／ナナランド／なんキニ！／#2i2／二丁目の魁カミングアウト／ネコプラpixx.／NELN／ハニースパイスRe.／Bunny La Crew／PANDAMIC／PIGGS／PiXMiX／Pimm's／白夜のカフカ／Finally／Falench.／PHiZZ／feelNEO／フィロソフィーのダンス／FingerRuns／FES☆TIVE／PRSMIN／Hey!Mommy!／BELLRING少女ハート／ベンジャス！／ほくりくアイドル部／MyDearDarlin'／MAGICAL SPEC／マジカル・パンチライン／まねきケチャ／MIGMA SHELTER／未来サプライズ／momograci／夢みるアドレセンス／#よーよーよー／吉川茉優／yosugala／LOVE CCiNO／Onephony       |
| 歌舞伎町UP GATE↑↑2024 | 2024年5月5日 | Zepp Shinjuku（TOKYO）、Shinjuku BLAZE、新宿LOFT、Shinjuku MARZ、新宿DHNoA ほか | |
| 歌舞伎町UP GATE↑↑2024 | 2024年5月6日 | Zepp Shinjuku（TOKYO）、Shinjuku BLAZE、新宿LOFT、Shinjuku MARZ、新宿DHNoA ほか | |

### その他イベント
| 公演名称                                                                                       | 公演日         | 会場                                            | 出演 |
| ---------------------------------------------------------------------------------------------- | -------------- | ----------------------------------------------- | --- |
| SHIBUFES LIVE vol.3 supported by @JAM                                                          | 2013年3月22日  | SHIBUYA CLUB QUATTRO                            | アップアップガールズ（仮）、Dancing Dolls、でんぱ組.inc、Negicco |
| ご当地キティ15周年アニバーサリー・スペシャルライブ in サンリオピューロランド supported by @JAM | 2013年8月18日  | サンリオピューロランド エンターテイメントホール | Jewel Kiss、Dorothy Little Happy、とちおとめ25、Negicco、しず風&絆〜KIZUNA〜、Mary Angel、まなみのりさ、ひめキュンフルーツ缶 |
| TopYell Collectionアイドル羅針盤〜Next idolはここにいる!〜 supported by @JAM                   | 2013年8月24日  | DUO MUSIC EXCHANGE                              | ANNA☆S、いずこねこ、WELOVE、CANDY GO!GO!、スマイル学園、Smile Kiss Gumi、SMILE4 the future、青SHUN学園、MAGIC、琉球QT-BLUE（オープニングアクト） |
| 東京号泣ライブ@シブゲキ!! 〜センパイ!よろしくお願いします!〜                                   | 2014年5月3日   | CBGKシブゲキ!!                                  | 東京パフォーマンスドール、Party Rockets |
| 東京号泣ライブ@シブゲキ!! 〜センパイ!よろしくお願いします!〜                                   | 2014年5月4日   | CBGKシブゲキ!!                                  | 東京パフォーマンスドール、アフィリア・サーガ |
| 東京号泣ライブ@シブゲキ!! 〜センパイ!よろしくお願いします!〜                                   | 2014年5月5日   | CBGKシブゲキ!!                                  | 東京パフォーマンスドール、palet |
| 東京号泣ライブ@シブゲキ!! 〜センパイ!よろしくお願いします!〜                                   | 2014年5月6日   | CBGKシブゲキ!!                                  | 東京パフォーマンスドール、吉川友 |
| 東京号泣ライブ@シブゲキ!! 〜センパイ!よろしくお願いします!〜                                   | 2014年5月7日   | CBGKシブゲキ!!                                  | 東京パフォーマンスドール、アップアップガールズ（仮） |
| 東京号泣ライブ@シブゲキ!! 〜センパイ!よろしくお願いします!〜                                   | 2014年5月8日   | CBGKシブゲキ!!                                  | 東京パフォーマンスドール、Cheeky Parade |
| 東京号泣ライブ@シブゲキ!! 〜センパイ!よろしくお願いします!〜                                   | 2014年5月9日   | CBGKシブゲキ!!                                  | 東京パフォーマンスドール、Negicco |
| 東京号泣ライブ@シブゲキ!! 〜センパイ!よろしくお願いします!〜                                   | 2014年5月10日  | CBGKシブゲキ!!                                  | 東京パフォーマンスドール、Dorothy Little Happy |
| 東京号泣ライブ@シブゲキ!! 〜センパイ!よろしくお願いします!〜                                   | 2014年5月11日  | CBGKシブゲキ!!                                  | 東京パフォーマンスドール、ひめキュンフルーツ缶 |
| @JAM EXPO×アイドル甲子園 supported by 生メール                                                 | 2015年8月30日  | Zepp DiverCity (TOKYO)                          | アイドルカレッジ、アイドルネッサンス、アップアップガールズ（仮）、晏美蘭（@JAMナビゲーター）、サンミニ、乙女新党、じゅじゅ、TPD DASH!!、Devil ANTHEM.、東京パフォーマンスドール、nanoCUNE、Negicco、PassCode、PASSPO☆、Party Rockets、ひめキュンフルーツ缶、BiSH、PiiiiiiiN、Fullfull☆Pocket、FRUITPOCHETTE、ぷちぱすぽ☆、PREDIANNA、BELLRING少女ハート、MAPLEZ、妄想キャリブレーション、山口活性学園、愛乙女☆DOLL、lyrical school、上月せれな（オープニングアクト） |
| Happy Jam × @JAM 〜真夏のジャムまつりspecial 2016〜                                            | 2016年8月11日  | カンテレホール なんでもアリーナ                 | NAH（@JAMナビゲーター）、SUPER☆GiRLS、Party Rockets GT、PassCode、ばってん少女隊、ベイビーレイズJAPAN、妄想キャリブレーション |
| Kanucha Resort presents @JAM × GFO Xmas LIVE 2019                                              | 2019年12月26日 | カヌチャリゾート ルミナスガーデン               | Task have Fun、26時のマスカレイド、RN Girls、Lollipop、RYUKYU IDOL、OBP、モリワキユイ（OA）、棚原里帆（MC） |
| くまフェス×@JAM〜くまフェス10th anniversary〜                                                  | 2021年4月3日   | 熊本城ホール 展示ホール                         | HKT48、26時のマスカレイド、FES☆TIVE、わーすた |
| STRATEGY Presents Merry Merry Idols in 仙台PIT supported by @JAM                               | 2021年12月25日 | 仙台PIT                                         | アップアップガールズ（2）、煌めき☆アンフォレント、クマリデパート、Gran☆Ciel、綺星☆フィオレナード、chairmans、Dorothy Little Happy、虹のコンキスタドール、Fragrant Drive、POEM、PASTELL（オープニングアクト） |
| 超！喰らいマックス×@ JAM Special Collabo Stage 2021 Supported By くじライブ                    | 2021年12月26日 | 代々木公園野外音楽堂                            | HKT48、SKE48 |
| 謹賀新年！アイドル初夢ライブ supported by @JAM                                                 | 2024年1月2日   | Zepp DiverCity（TOKYO）                         | |
| 謹賀新年！アイドル初夢ライブ supported by @JAM                                                 | 2024年1月3日   | Zepp DiverCity（TOKYO）                         | |

## 関連番組

### テレビ番組
- 東京アイドル戦線（2017年7月6日 - 2018年3月29日、TX）
- 超!アイドル戦線 〜Men'sSide＆Girl'sSide〜（2018年4月5日 - 2019年3月28日、TOKYO MX）
- @JAM TV powered by LIVE DAM STADIUM（2019年7月21日 - 2020年6月29日、日テレプラス）
- カワイク大爛闘！バトルロアイドル（2020年3月28日 - 、日テレプラス）
- @JAM ONLINE FESTIVAL 2020 完全版スペシャル！！（2020年10月30日 - 2020年12月11日 、日テレプラス）

### WEB
- @JAM応援宣言!! 萌えろ@エンジェルちゃん（2014年7月28日 - 10月13日、SHOWROOM）
MC：夢眠ねむ・古川未鈴（でんぱ組.inc）、橋元恵一
- @JAM応援宣言!「@JAM THE WORLD」（2014年10月27日 - 2020年3月30日、SHOWROOM / 2020年4月6日 - 、MixChannel）[74]
MC：あっとじゃむ君（CV:スベリー・マーキュリー）、溝呂木世蘭（Cheeky Parade、2014年11月3日 - 2017年6月5日）、内村莉彩（SUPER☆GiRLS、2017年6月12日 - 2019年1月7日）、石丸千賀（SUPER☆GiRLS、2019年1月14日 - 2020年12月28日）、大和明桜（虹のコンキスタドール、2021年1月11日 - ）、橋元恵一
- @JAMトークバラエティー「ドルバナ」（2020年6月30日 - 、SHOWROOM）
MC：早桜ニコ（クマリデパート）、濱田菜々（Jewel☆Ciel）